# Iceland
Iceland (phiên âm tiếng Việt: "Ai-xlen"; tiếng Iceland: Ísland; phát âm [ˈistlant]) là một quốc đảo thuộc khu vực châu Âu theo thể chế cộng hòa đại nghị. Iceland nằm giáp vòng Cực Bắc nên có khí hậu rất lạnh giá. Tuy nhiên đất nước này lại nằm trên vành đai núi lửa Đại Tây Dương, nên có rất nhiều núi lửa, suối nước nóng và nguồn địa nhiệt khổng lồ. Iceland cũng có rất nhiều sông băng. Nhờ có dòng hải lưu Gulf Stream chảy gần bên, khí hậu Iceland được ôn hòa hơn đôi chút. Iceland còn được gọi với biệt danh là "Vùng đất lửa và băng".
Lịch sử của Iceland bắt đầu vào năm 874, khi 1 thuyền trưởng người Na Uy tên là Ingólfur Arnarson đến định cư ở hòn đảo này. Trong thế kỷ tiếp theo, người Na Uy và người Celt đã đến sinh sống tại Iceland. Đất nước này là một phần của Na Uy và Đan Mạch từ 1262-1944. Sau khi giành được độc lập, nền kinh tế quốc gia này đã phát triển mạnh mẽ, cùng với hệ thống phúc lợi xã hội vào hàng tốt nhất thế giới. Đất nước này xếp thứ 5 thế giới về thu nhập bình quân đầu người, và thứ nhất thế giới về chỉ số phát triển con người (HDI). Với nền kinh tế thị trường, Iceland có các ngành dịch vụ, tài chính rất phát triển. Do có nhiều quang cảnh thiên nhiên độc đáo, Iceland đang ngày càng thu hút khách du lịch quốc tế. Iceland là một thành viên của các tổ chức như Liên hiệp quốc, NATO, EFTA, EEA, OECD nhưng không tham gia Liên minh châu Âu.

## Từ nguyên
Cả từ "Iceland" trong tiếng Anh và "Ísland" trong tiếng Iceland đều có nghĩa là "vùng đất băng". Trong tiếng Trung, quốc gia này được gọi là Băng Đảo (冰島, bính âm: Bīngdǎo), và mặc dù không chính xác với nghĩa gốc của cả "Iceland" hay "Ísland", một số báo tiếng Việt lại dùng tên Hán Việt từ nguồn tiếng Trung để gọi nước này.

## Lịch sử

### Lịch sử ban đầu

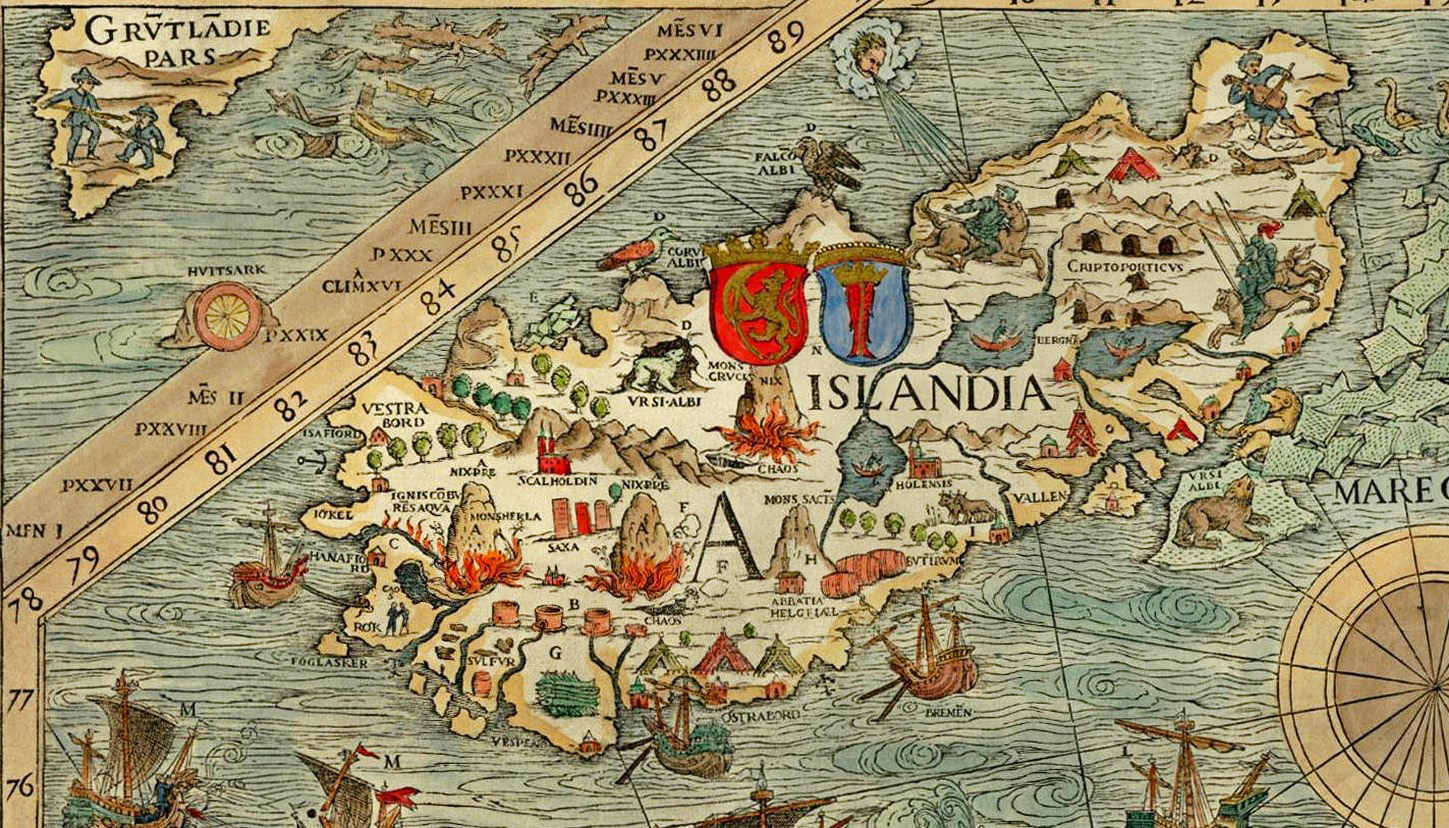
Tấm bản đồ Iceland cổ trong tập Carta Marina của Olaus Magnus

Về mặt địa chất, Iceland là 1 hòn đảo trẻ. Iceland hình thành từ 1 chuỗi những vụ phun trào núi lửa cách đây 20 triệu năm tại khe nứt địa mảng Đại Tây Dương. Mẫu vật đá cổ nhất được tìm thấy ở Iceland có niên đại 16 triệu năm. Sau khi hình thành hòn đảo, những vụ phun trào núi lửa vẫn tiếp tục cho đến tận ngày nay ở Iceland.

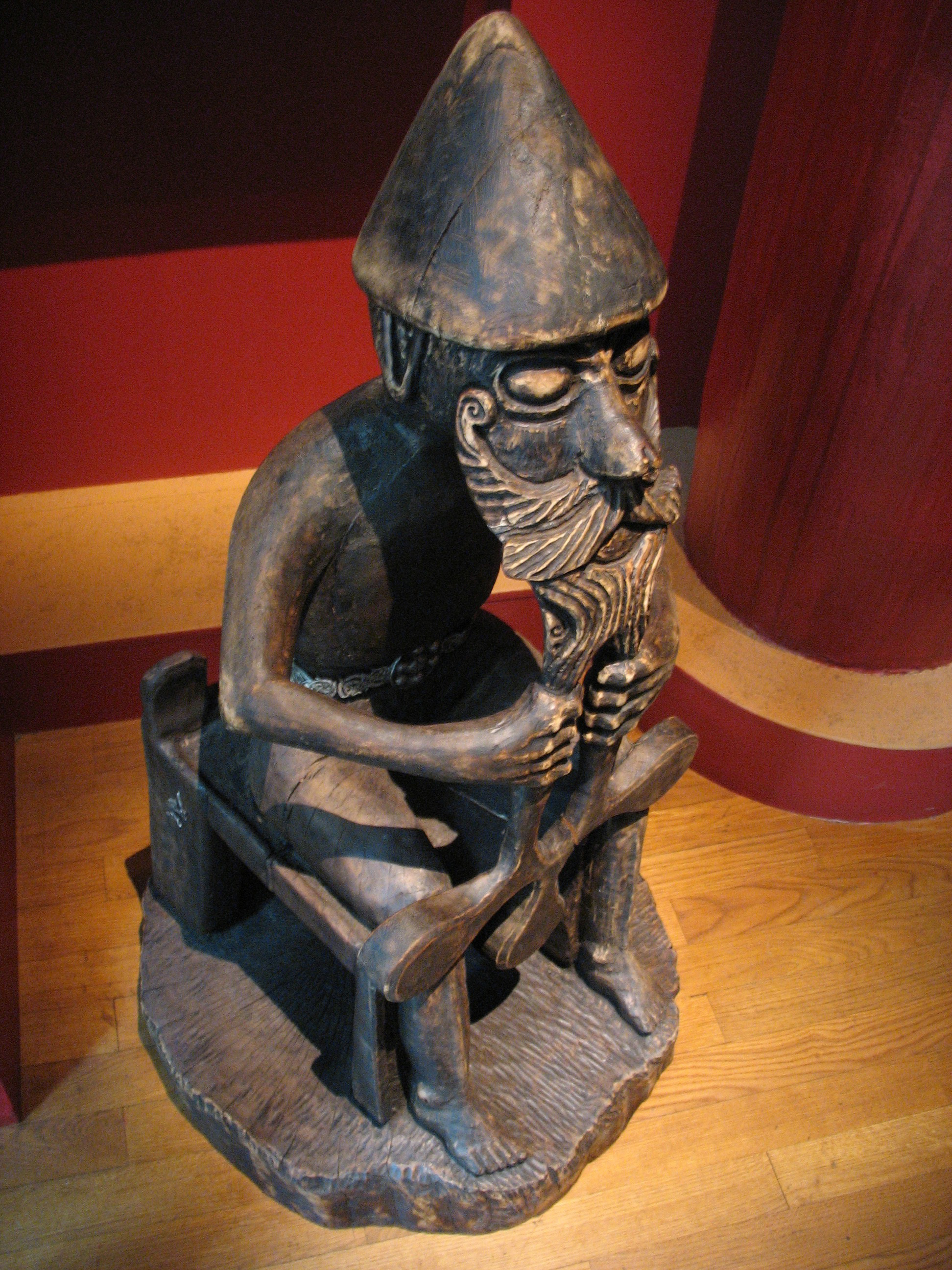
1 bức tượng thần Thor được tìm thấy ở Iceland

Iceland đã giữ mình như 1 hòn đảo không có người ở trong một thời gian rất lâu. Có ý kiến cho rằng 1 thương nhân Hy Lạp cổ đại tên là Pytheas đã tìm ra Iceland và gọi mảnh đất này bằng cái tên Thule, nhưng giả thuyết này không được hợp lý cho lắm vì Iceland hoàn toàn khác với những lời mô tả của Pytheas như 1 đất nước nông nghiệp với rất nhiều sữa, mật ong và hoa quả. Khoảng thời gian chính xác về ngày con người đặt chân đến Iceland vẫn là 1 đề tài gây tranh cãi. Những đồng xu La Mã cổ đại vào thế kỷ III đã được tìm thấy tại Iceland, nhưng không ai dám chắc thời gian mà những đồng xu này được mang đến, vì người Viking cũng lưu hành những đồng tiền như vậy trong nhiều thế kỉ.
Có một số bằng chứng văn học rằng những tu sĩ người Ireland đã đến Iceland trước cả người Na Uy. Tuy nhiên lại không có 1 bằng chứng khảo cổ đáng tin cậy nào chứng tỏ điều đó. Vào thế kỷ XII, học giả Ari Þorgilsson đã viết trong cuốn sách Íslendingabók của ông rằng những chiếc chuông nhỏ của các tu sĩ Ireland đã được những người dân nhập cư tìm thấy, tuy nhiên cũng không có bằng chứng khảo cổ để xác minh. một số người Iceland thì cho rằng nguồn gốc của họ là từ vị vua Kjarvalr Írakonungr trong tác phẩm Landnámabók.
Theo tác phẩm Landnámabók, Iceland đã được khám phá ra bởi 1 thủy thủ người Scandinavia tên là Naddoddr, khi ông ta định đi từ Na Uy tới quần đảo Faroe, nhưng bị lạc đường tới bờ biển phía Đông của Iceland. Naddoddr đã đặt tên cho vùng đất này là Snæland (Vùng đất Tuyết). 1 thủy thủ người Thụy Điển tên là Garðar Svavarsson cũng bị lạc tới Iceland. Ông đã khám phá ra đây là 1 hòn đảo và đặt cho nó một cái tên khác là Garðarshólmi (Đồi Garðar). Garðar Svavarsson đã sống tại vùng ngày nay là Húsavík qua mùa đông. Người Scandinavia đầu tiên chủ tâm tìm đường đến Iceland là Flóki Vilgerðarson (hay Hrafna-Flóki). Flóki đã sống ở Iceland một thời gian và đặt cho hòn đảo cái tên gọi ngày nay: Ísland, tức là Iceland.
Người đầu tiên đến định cư Iceland là 1 thủ lĩnh Viking người Na Uy, đó là Ingólfur Arnarson. Theo truyền thuyết, ông đã thả 2 chiếc cột chạm khắc xuống biển khi gần tới Iceland và tuyên bố sẽ ở lại bất cứ nơi nào là đất liền. Ông cho đi thuyền dọc theo bờ biển Iceland và dừng lại khi tìm thấy những chiếc cột chạm ở bán đảo phía Tây Nam nước này, nay là bán đảo Reykjanesskagi. Sau đó, Arnarson cùng với gia đình của mình đã sống tại đó năm 874 và đặt tên cho nơi họ đang sống là Reykjavík (Vịnh Khói) do hơi nước nóng bốc lên từ những nguồn địa nhiệt dưới lòng đất. Sau này Reykjavík đã trở thành thủ đô và thành phố lớn nhất Iceland. Tuy nhiên có lẽ Ingólfur Arnarson không phải là người đầu tiên định cư vĩnh viễn ở Iceland mà có lẽ người đó là Náttfari, 1 nô lệ của Garðar Svavarsson sau khi ông chủ của anh ta trở về bán đảo Scandinavia. Những thông tin trên được tìm thấy trong cuốn Landnámabók, cuốn sách kể về những người nhập cư đến Iceland. Tuy nhiên, các nhà sử học Iceland tránh dùng tác phẩm này như nguồn sử liệu chính thức vì có nhiều điều trong cuốn sách mâu thuẫn. Tuy nhiên, đó cũng là tác phẩm đầu tiên kể về lịch sử của Iceland và các khám phá khảo cổ tại Reykjavík đã cho thấy đúng là những người nhập cư đầu tiên đã đến Iceland vào khoảng năm 870.
Ingólfur Arnarson có 1 đoàn tùy tùng đông đảo đi theo gồm các thủ lĩnh Viking, gia đình và những người nô lệ của họ. Những người dân nhập cư này đã đến sống tại tất cả các khu dân cư trên đảo 1 thập kỉ sau đó. Những người đến Iceland này chủ yếu là người Na Uy, Ireland và Scotland. Trong đó, đa phần người Ireland và Scotland là những nô lệ bắt được khi người Viking tấn công đất nước của họ. Việc di cư đến Iceland của người Na Uy ngày càng trở nên phổ biến vì họ muốn chạy trốn khỏi ách cai trị tàn bạo của vị vua Na Uy lúc bấy giờ là Haraldur Harfagri, người được cho rằng đã thống nhất các phần của đất nước Na Uy lúc đó.

### Trung cổ

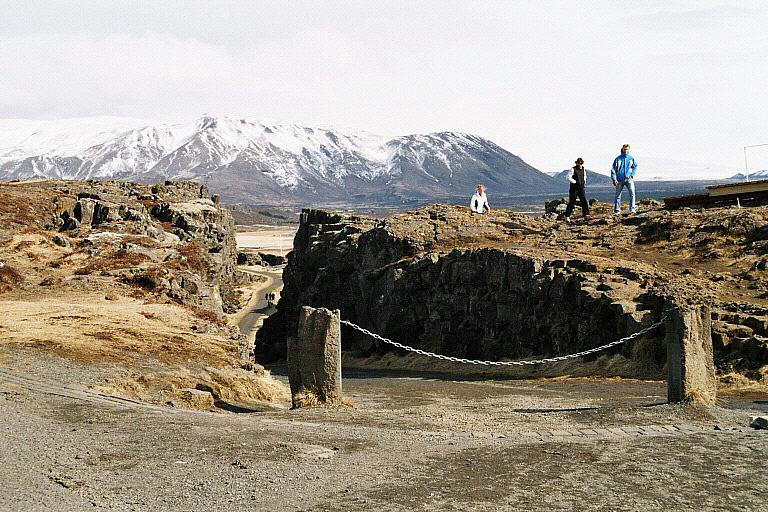
Đồng bằng Thing ở Iceland

Năm 930, các thủ lĩnh cai trị đã thành lập một cuộc họp với tên gọi Hội đồng Chấp chính (tiếng Iceland: Alþingi). Cuộc họp này được tổ chức vào mỗi mùa hè tại Đồng bằng Thing (Þingvellir), đây sẽ là lúc các thủ lĩnh họp bàn để đặt ra luật và giải quyết các tranh chấp. Luật pháp không được viết ra làm văn bản mà chỉ được ghi nhớ bởi các nhà hùng biện. Alþingi được coi là 1 trong những kiểu quốc hội cổ xưa mà trong đó, luật pháp được thực thi không phải lúc nào cũng chính xác nên thường dẫn đến những xung đột. Tuy nhiên thời kỳ Liên bang ở Iceland phát triển hầu như không bị đứt quãng. Thời gian này, người Viking đã đến được vùng Tây Nam Greenland và bờ biển phía Đông Canada.
Người Iceland ban đầu thờ cúng những vị thần của người Na Uy như thần Odin, Thor, Freyja. Tuy nhiên đến thế kỷ X, Thiên chúa giáo phát triển mạnh mẽ ở châu Âu đã ảnh hưởng đến tôn giáo ở Iceland và người dân Iceland bắt đầu cải sang tôn giáo mới. Vào khoảng năm 1000, khả năng về một cuộc chiến tranh tôn giáo ở Iceland đã gần kề. Hội đồng Chấp chính Alþingi đã quyết định chọn ra 1 thủ lĩnh là Þorgeirr Ljósvetningagoði để ông quyết định tôn giáo chính thức của Iceland. Và ông đã chọn Thiên chúa giáo làm tôn giáo chính thức của đất nước này, tuy nhiên một số người ngoại đạo vẫn bí mật tôn thờ những vị thần cũ. Giám mục đầu tiên của Iceland là Ísleifr Gizurarson, được Giám mục Adalbert của Bremen phong năm 1056.

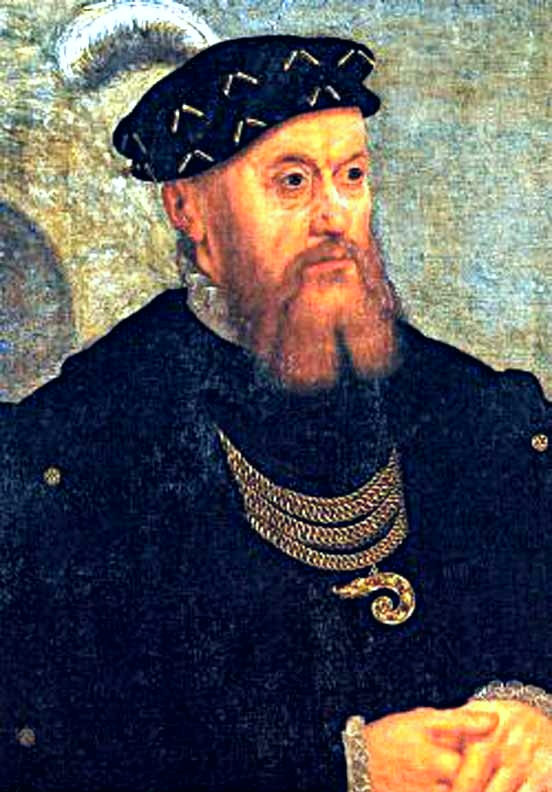
Vua Christian III của Đan Mạch

Vào thế kỷ XI và thế kỷ XII, quyền lực chuyển sang tay những dòng họ giàu có. Thời kỳ 1200-1262 được biết đến với tên gọi Sturlungaöld - Thời kỳ của dòng họ Sturlungs, 1 trong 2 thế lực chính tranh giành quyền lực ở Iceland. Năm 1220, Snorri Sturluson đã thần phục vua Hakón của Na Uy, và người cháu trai của ông Sturla Sighvatsson, cũng thần phục Na Uy vào năm 1235. Ông ta đã sử dụng quyền lực và ảnh hưởng của dòng họ Sturlungar để gây chiến chống lại các phe cánh khác ở Iceland. Sau 1 thập kỉ xung đột, các thủ lĩnh Iceland đã đồng ý công nhận chủ quyền của Na Uy và thành lập 1 liên minh với vương triều Na Uy.
Iceland được đặt dưới vương quyền của vua Na Uy cho đến năm 1380, khi vương triều Na Uy không có người kế vị. Đan Mạch đã nhanh chóng sáp nhập cả Iceland và Na Uy vào lãnh thổ của mình. Dưới sự cai trị của Đan Mạch, hoạt động ngoại thương của Iceland bị đình trệ và đến năm 1660, Iceland cũng không còn quyền tự trị và không có luật pháp riêng nữa. Năm 1602, chính quyền Đan Mạch cấm Iceland buôn bán với bất cứ nước nào khác ngoài nước này. Sự độc quyền về thương mại của Đan Mạch đối với Iceland kéo dài đến năm 1854 mới kết thúc.
Vào giữa thế kỷ XVI, vua Christian III của Đan Mạch đã tiếp thu những giáo lý của Luther (Lutheranism). Các mục sư Thiên chúa giáo là Jón Arason và Ögmundur Pálsson đã chống lại tôn giáo cải cách của nhà vua. Ögmundur Pálsson bị trục xuất khỏi Đan Mạch vào năm 1541 nhưng Jón Arason thì vẫn tiếp tục đấu tranh. Cuộc chiến chống lại tôn giáo cải cách kết thúc năm 1550 khi Jón và hai con trai của ông bị bắt và giết hại. Từ sau sự kiện đó, Iceland trở thành 1 nước theo Giáo hội Luther cho đến tận ngày nay.

### Hiện đại
Vào thế kỷ XVIII, khí hậu Iceland trở nên tồi tệ nhất kể từ khi những người dân nhập cư đến hòn đảo này. Năm 1783, ngọn núi lửa Laki ở Iceland phun trào, mang theo 12,5 km³ nham thạch. Lũ lụt, tro bụi và khí độc từ vụ phun trào này đã giết chết 9.000 người và 80% số gia súc. Hậu quả tiếp theo đó là 1 nạn đói khủng khiếp, giết chết 1/4 dân số Iceland lúc bấy giờ. Hiệp ước Kiel năm 1814 đã tách Na Uy ra khỏi Đan Mạch, rồi sau đó xảy ra cuộc Chiến tranh Napoléon, khiến Đan Mạch cố gắng giữ Iceland như 1 nước phụ thuộc vào mình.
Sang thế kỷ XIX, tình hình thời tiết ngày càng trở nên tồi tệ hơn, dẫn đến việc 1 bộ phận lớn người dân Iceland bỏ sang Tân thế giới, chủ yếu nhập cư vào vùng Manitoba (Canada). Tuy nhiên, ý thức dân tộc đã hồi sinh ở Iceland trong thời kỳ này, được truyền cảm hứng từ chủ nghĩa lãng mạn và chủ nghĩa dân tộc từ châu Âu. Phong trào Vận động Dân tộc tại Iceland được thành lập, dưới sự lãnh đạo của Jón Sigurðsson. Hội đồng Chấp chính Alþingi lỗi thời bị giải thể vào năm 1800 nhưng đến năm 1843, 1 Hội đồng Tư vấn cùng tên được thành lập lại, kế tục Alþingi của Liên bang Iceland.
Năm 1874, Đan Mạch trao cho Iceland quyền tự trị, sau đó được mở rộng hơn vào năm 1904. 1 bản hiến pháp riêng đã được biên soạn vào năm 1874, rồi sau đó được sửa chữa lại năm 1903. Đạo luật Liên bang được ban hành ngày 1/12/1918, với sự đồng ý của Đan Mạch, đã công nhận Iceland là 1 lãnh thổ có chủ quyền thống nhất với Đan Mạch. Iceland có lá cờ riêng và yêu cầu Đan Mạch đại diện cho nước này trong các vấn đề về phòng thủ quân sự.
Ngày 9/4/1940, quân đội Đức xâm chiếm Đan Mạch, cắt đứt sự liên hệ giữa Đan Mạch và Iceland. Kết quả là vào ngày 10/4, Quốc hội Iceland Alþingi đã quyết định tự kiểm soát vấn đề ngoại giao và chọn Sveinn Björnsson làm người đứng đầu chính phủ lâm thời, sau này trở thành tổng thống đầu tiên của Iceland. Trong năm đầu Chiến tranh thế giới thứ hai, Iceland cố gắng giữ mình như 1 nước trung lập và chống lại cả Anh và Đức vì cho rằng họ vi phạm sự trung lập của nước này. Ngày 10/5/1940, quân đội Anh tiến vào Iceland. Chính quyền Iceland phản đối lại và gọi đây là hành động can thiệp trắng trợn vào chính sách trung lập của Iceland. Quân Đồng Minh đã chiếm đóng Iceland trong suốt chiến tranh, sau đó được thay thế bởi quân đội Mỹ. Và chính phủ Iceland đã phải đồng ý cho quân đội Mỹ đóng tại nước này.

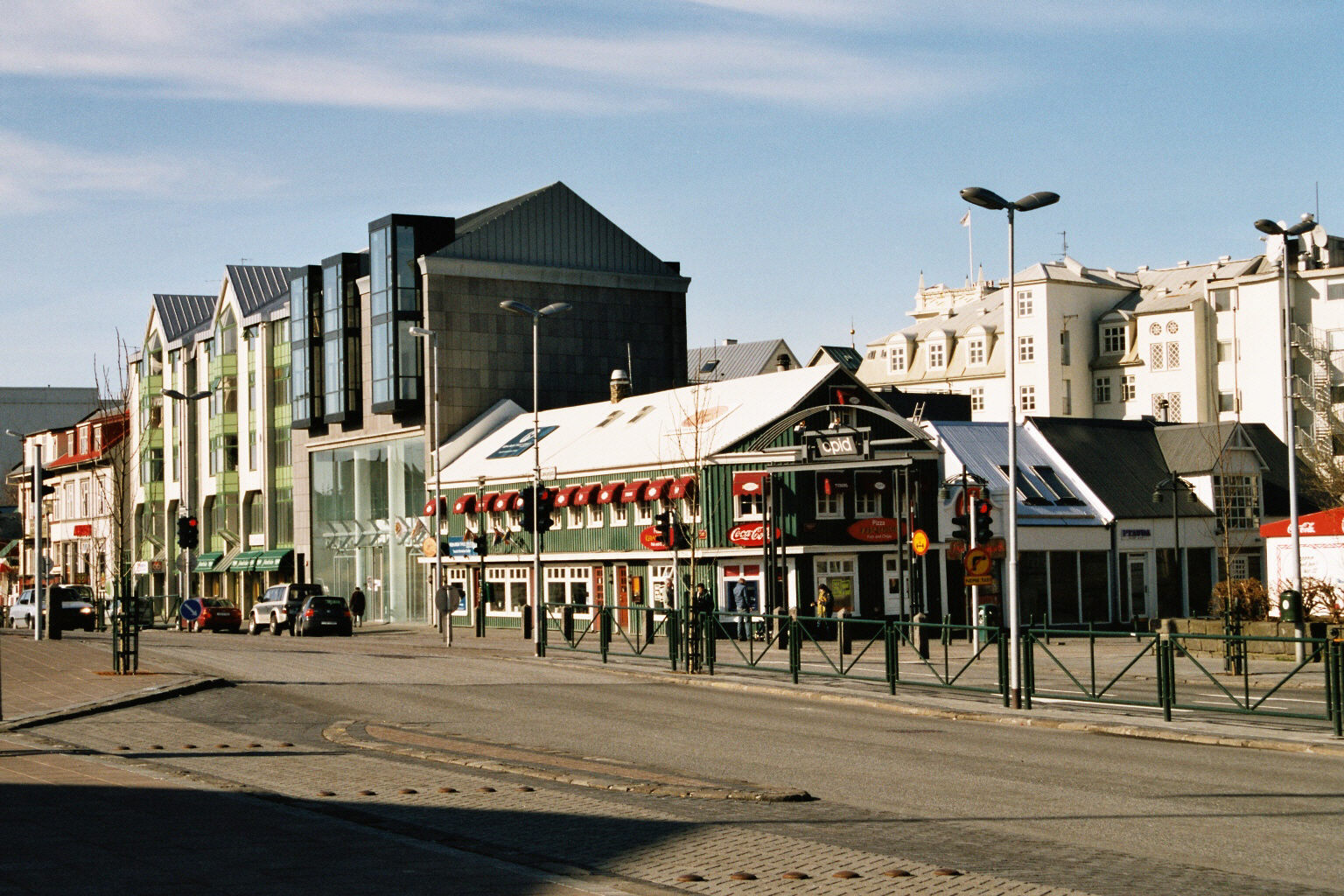
1 con đường tại thủ đô Reykjavík ngày nay

Theo một cuộc trưng cầu ý dân, Iceland đã trở thành 1 nước cộng hòa độc lập vào ngày 17/6/1944. Sau khi giành được độc lập, Iceland đã tham gia tổ chức NATO vào ngày 30/3/1949. 2 năm sau, Hiệp định Phòng thủ giữa Mỹ và Iceland được ký kết và quân đội Mỹ quay trở lại đóng tại Iceland trong suốt Chiến tranh Lạnh cho đến tận mùa thu năm 2006 mới kết thúc.
Thời kỳ hậu chiến, Iceland có được sự phát triển kinh tế nhanh chóng do nằm trong Kế hoạch Marshall của Mỹ. Iceland đã tiến hành hiện đại hóa ngành công nghiệp đánh bắt và chế biến cá, xương sống của nền kinh tế nước này và thực hiện các biện pháp tài chính theo thuyết kinh tế của Kaynes. Thập niên 1970 được đánh dấu bởi cuộc Chiến tranh Cá tuyết, do những mâu thuẫn với Vương quốc Liên hiệp Anh và Bắc Ireland xung quanh việc Iceland mở rộng hải phận đánh bắt cá. Do quá phụ thuộc vào ngành đánh bắt cá, kinh tế Iceland phát triển không ổn định cho đến năm giữa thập niên 1990, khi nước này tiến hành đa dạng hóa và tự do hóa nền kinh tế, rồi gia nhập EEA (Khu vực Kinh tế châu Âu).

## Chính trị

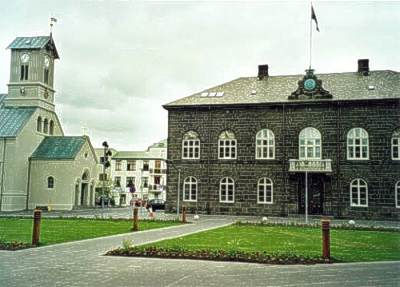
Tòa nhà Quốc hội ở thủ đô Reykjavík

### Chính phủ
Quốc hội Iceland hiện nay, Alþingi, được thành lập năm 1845 như 1 cơ quan cố vấn cho vua Đan Mạch. Đây được coi là một sự tiếp nối với Hội đồng Chấp chính Alþingi cổ xưa của Iceland, được thành lập vào năm 930 vào thời kỳ Liên bang và bị giải tán năm 1799. Quốc hội hiện nay có 63 đại biểu, nhiênđược lựa chọn qua những cuộc tổng tuyển cử 4 năm/lần.
Tổng thống Iceland là người đứng đầu quốc gia nhưng không có thực quyền. Tuy  ông có thể dừng thông qua 1 đạo luật và đưa ra trưng cầu dân ý. Thủ tướng Iceland là người đứng đầu chính phủ, cùng với nội các xem xét các công việc hành pháp. Nội các được bổ nhiệm bởi tổng thống sau mỗi cuộc tổng tuyển cử bầu quốc hội, nhưng thường được lựa chọn bởi chủ tịch của các đảng.
Quốc hội Iceland thường có sự liên kết giữa 2 hoặc nhiều đảng phái với nhau vì không đảng nào giành được đa số ghế trong quốc hội. Nữ tổng thống đầu tiên của thế giới là 1 phụ nữ người Iceland, bà Vigdís Finnbogadóttir, nhiệm kỳ 1980-1996. Các cuộc bầu cử hội đồng địa phương, quốc hội và tổng thống đều được tổ chức 4 năm/lần và không cùng năm với nhau.). Hiện nay Quốc hội nước này duy trì chế độ lưỡng viện. Nghị viện với 63 thành viên, gồm Thượng nghị viện có 21 thành viên và Hạ nghị viện có 42 thành viên, được bầu bằng tuyển cử phổ thông đầu phiếu theo hệ thống đại diện tỷ lệ, nhiệm kỳ năm. Tổng thống được bầu trực tiếp, nhiệm kỳ 4 năm. Tống thống bổ nhiệm Thủ tướng và các thành viên của Nội các. Thủ tướng và Nội các chịu trách nhiệm trước Quốc hội. Chủ tịch Quốc hội được lựa chọn trong hai Đảng cầm quyền là Đảng Độc lập và Đảng Tiến bộ - Tổng thống đứng trung lập.
Trong cuộc bầu cử quốc hội vào tháng 5 năm 2007, chính phủ mới là một liên minh giữa Đảng Độc lập cánh hữu và Liên minh Dân chủ Xã hội. Thủ tướng là ông Geir Haarde, một người của Đảng Độc lập. Còn tổng thống hiện nay là ông Ólafur Ragnar Grímsson.

### Quan hệ ngoại giao
Iceland, một thành viên của Liên hợp quốc, NATO, EFTA, Hội đồng Châu Âu và OECD duy trì mối quan hệ ngoại giao và thương mại với thực tế ở tất cả các quốc gia, nhưng mối quan hệ với các nước Bắc Âu, Đức, Hoa Kỳ, Canada và các quốc gia NATO khác đặc biệt gần gũi. Iceland từng là một trong những quốc gia thành Hiệp ước Bắc Đại Tây Dương (NATO). Theo lịch sử, do những điểm tương đồng về văn hoá, kinh tế và ngôn ngữ, Iceland là một quốc gia Bắc Âu, và tham gia vào hợp tác liên chính phủ thông qua Hội đồng Bắc Âu.
Iceland là một thành viên của Khu vực Kinh tế Châu Âu (EEA), cho phép quốc gia tiếp cận thị trường chung của Liên minh châu Âu (EU). Đây không phải là thành viên của EU, nhưng trong tháng 7 năm 2009, quốc hội Iceland, Althing, đã bỏ phiếu ủng hộ đơn xin gia nhập EU,và chính thức áp dụng vào ngày 17 tháng 7 năm 2009.  Tuy nhiên, năm 2013, các cuộc thăm dò ý kiến cho thấy rằng nhiều người Iceland hiện đang chống lại việc gia nhập EU; sau cuộc bầu cử năm 2013, hai bên thành lập chính phủ mới của hòn đảo - Đảng Tiến bộ Trung ương và Đảng Tự trị cánh hữu - tuyên bố họ sẽ tổ chức trưng cầu về thành viên EU.

### Quân đội
Iceland không có quân đội thường trực, nhưng Đội Cảnh sát biển Iceland vẫn duy trì Hệ thống phòng không Iceland, và Đơn vị Đáp ứng Khủng hoảng Iceland để hỗ trợ các sứ mệnh gìn giữ, thực hiện các nhiệm vụ bán quân sự.
Iceland Defense Force (IDF) là một quân lệnh của lực lượng vũ trang Hoa Kỳ từ năm 1951 đến 2006. Các IDF, được tạo ra theo yêu cầu của NATO, ra đời khi Hoa Kỳ đã ký một thỏa thuận để cung cấp cho việc bảo vệ Iceland. IDF bao gồm các thành viên Iceland và các thành viên quân sự của các quốc gia NATO khác. IDF được giảm bớt sau khi Chiến tranh Lạnh kết thúc và Không quân Hoa Kỳ duy trì bốn đến sáu chiếc máy bay đánh chặn tại Trạm Không quân Hải quân Keflavik, cho đến khi họ rút lui vào ngày 30 tháng 9 năm 2006. Kể từ tháng 5 năm 2008, các quốc gia NATO đã triển khai thường xuyên máy bay chiến đấu để tuần tra không phận Iceland trong sứ mệnh Cải cách Không khí Iceland. Iceland ủng hộ cuộc xâm lược Iraq vào năm 2003 bất chấp nhiều tranh cãi trong nước, triển khai một đội Cảnh sát biển EOD tới Iraq, được thay thế sau đó bởi các thành viên của Tổ chức Đáp ứng khủng hoảng Băng Đảo. Iceland cũng đã tham gia cuộc xung đột đang diễn ra ở Afghanistan và vụ đánh bom Nam Tư năm 1999 của Nam Tư.
Iceland là nhà tổ chức trung lập của hội nghị thượng đỉnh Reagan-Gorbachev vào năm 1986 ở Reykjavík, tạo ra giai đoạn kết thúc Chiến tranh Lạnh. Các vụ tranh chấp quốc tế lịch sử của Iceland liên quan đến các bất đồng về quyền đánh bắt cá. Xung đột với Vương quốc Anh đã dẫn tới một loạt các cuộc gọi là Cuộc chiến tranh Tranh đồng, bao gồm các cuộc đối đầu giữa Lực lượng Cảnh sát Băng Đảo và Hải quân Hoàng gia trên ngư dân Anh, vào năm 1952-1956 do việc mở rộng vùng đánh cá của Iceland từ 3 xuống 4 nmi(5,6 đến 7,4 km, 3,5 đến 4,6 dặm), 1958-1961 sau khi kéo dài thêm 12 nmi (22,2 km, 13,8 dặm), 1972-1973 và một phần khác kéo dài đến 50 nmi (92,6 km, 57,5 mi); và trong giai đoạn 1975-1976 một lần kéo dài thêm 200 nmi (370,4 km; 230,2 dặm).
Theo Chỉ số Hòa bình Toàn cầu, Iceland là quốc gia hòa bình nhất thế giới, do thiếu lực lượng vũ trang, tỷ lệ tội phạm thấp, và mức độ ổn định chính trị-xã hội cao. Sách kỷ lục Guinness công nhận Iceland là "Nước được xếp hạng nhất trong hòa bình" và "Chi tiêu quân sự thấp nhất trên đầu người".

## Phân chia hành chính
Iceland được chia thành các khu vực bầu cử, vùng, tỉnh và thành phố tự trị.
Iceland có tất cả sáu khu vực bầu cử. Cho tới tận năm 2003, các khu vực bầu cử vẫn đồng nhất với các vùng. Sự sửa đổi hiến pháp về các khu vực bầu cử diễn ra nhằm mục đích cân bằng lại quyền lực giữa các vùng trong cả nước, bởi vì theo cách bầu cử cũ, các phiếu bầu ở những khu vực hẻo lánh ít dân được tính cao hơn so với khu vực thành phố Đại Reykjavík (gồm thủ đô và 3 thị trấn lân cận), nơi tập trung đông dân cư nhất cả nước. Iceland có những khu vực bầu cử sau:
- Bắc Reykjavík và Nam Reykjavík (khu vực thành phố)
- Tây Nam (ba thị trấn quanh Reykjavík)
- Tây Bắc và Đông Bắc (hai khu vực phía bắc Iceland)
- Nam (nửa phía nam Iceland, không gồm khu Đại Reykjavík)

Iceland được chia thành 8 vùng, chủ yếu nhằm mục đích thống kê. Dưới vùng là các tỉnh. Iceland có tất cả 23 tỉnh, nhưng lại có 26 tòa án đại diện cho chính quyền tại những khu vực khác nhau. Các tòa án có nhiệm vụ quản lý lực lượng cảnh sát địa phương (trừ Reykjavík), thu thuế, đăng ký kết hôn... Các tỉnh của Iceland được chia tiếp thành 79 thành phố tự trị, quản lý các công việc địa phương như trường học, giao thông.

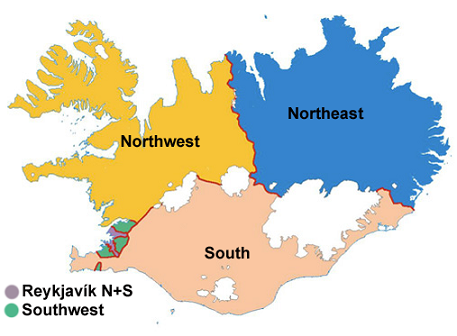
6 khu vực bầu cử
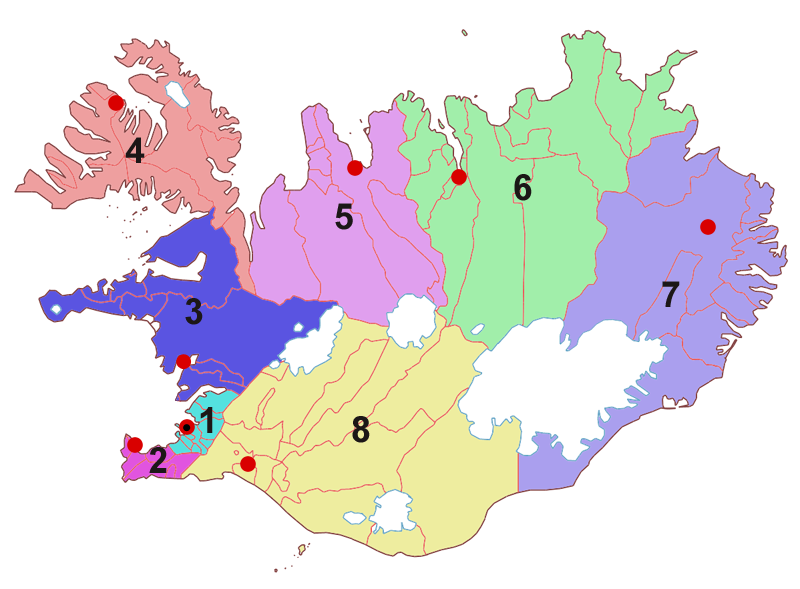
8 vùng của Iceland
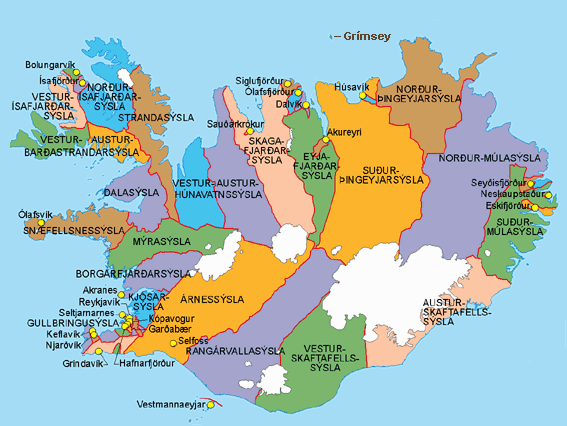
23 tỉnh của Iceland
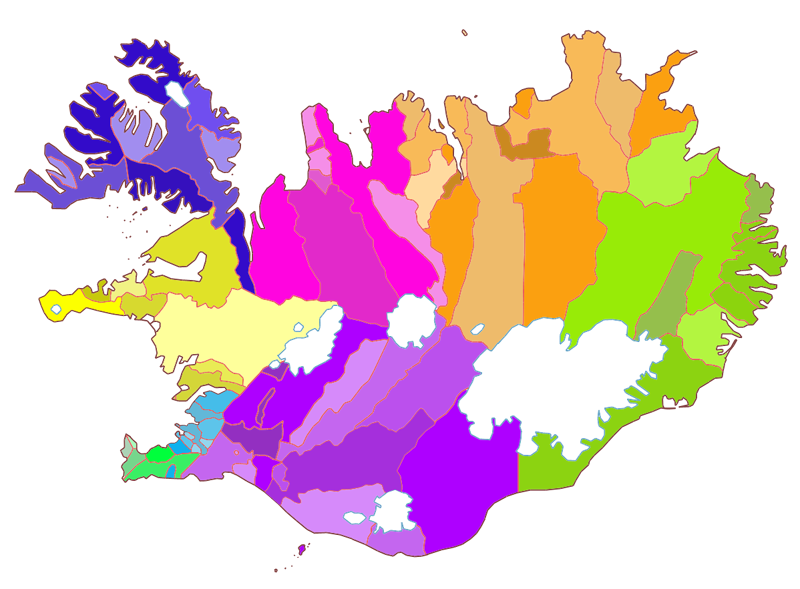
79 thành phố tự trị của Iceland

## Địa lý

### Vị trí

Bản đồ Iceland

Iceland là một hòn đảo nằm ở phía bắc Đại Tây Dương, gần kề phía nam Vòng Cực Bắc. Vòng Cực Bắc đi qua một số hòn đảo nhỏ nằm ở ngoài khơi phía bắc Iceland, tuy nhiên không cắt qua hòn đảo chính của nước này. Không giống như Greenland, Iceland được coi là một phần của châu Âu chứ không phải thuộc Bắc Mỹ, mặc dù về mặt địa chất thì Iceland thuộc về cả hai châu lục. Nếu xét về mặt văn hóa, kinh tế và sự tương đồng ngôn ngữ thì Iceland được xếp vào nhóm Bắc Âu cùng với các nước Scandinavia. Iceland là hòn đảo rộng thứ 18 trên thế giới và rộng thứ nhì châu Âu, sau đảo Anh. Iceland có vị trí chiến lược giữa biển Greenland và châu Âu.
Tổng diện tích của Iceland là 103.000 km², trong đó phần đất là 100.250 km² còn phần nước là 2.750 km².
Diện tích các vùng địa hình:
- Thảm thực vật: 23.805 km²
- Hồ: 2.757 km²
- Sông băng: 11.922 km²
- Đất hoang: 64.538 km²

Diện tích đất con người sử dụng:
- Đất trồng trọt được: 0,07%
- Đất trồng cây quanh năm: 0%
- Đồng cỏ quanh năm: 23%
- Rừng cây gỗ: 1%
- Mục đích khác: 76%

### Địa hình
Khoảng 11% diện tích của Iceland được bao phủ bởi các sông băng với tổng diện tích lên tới 11.922 km², trong đó ba sông băng rộng nhất là Vatnajökull (8.300 km²), Langjökull (953 km²), Hofsjökull (925 km²). Ngoài ra còn có một số sông băng nhỏ hơn như Mýrdalsjökull, Drangajökull, Eyjafjallajökull và Snæfellsjökull. Vào mùa đông, phần lớn diện tích của Iceland bị bao phủ bởi băng và tuyết, như ta có thể thấy trên hình bên. Khu vực trung tâm hòn đảo là Cao nguyên Iceland có khí hậu khắc nghiệt và là nơi không thể sinh sống được. Khu vực ven biển Iceland là những vùng đất thấp. Các vịnh biển fio được tạo thành do nước biển nhấn chìm các thung lũng sông băng cũ ăn sâu vào đất liền làm tăng độ dài đường bờ biển của Iceland lên tới 4.970 km. Khu vực ven biển là nơi sinh sống chủ yếu của người dân Iceland.
Điểm cao nhất của Iceland là ngọn núi Hvannadalshnúkur, cao 2.110 m. Còn điểm thấp nhất của Iceland là phá Jölkulsárlón (-146 m).

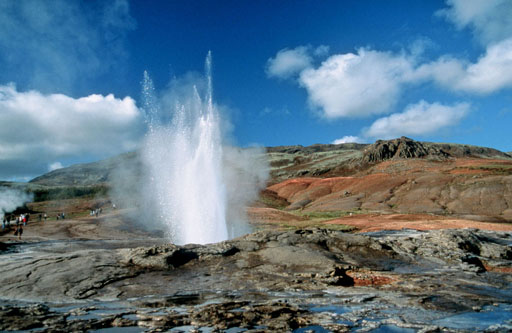
Geysir phun trào ở thung lũng Haukadalur, đây là mạch nước phun lâu đời nhất được biết đến trên thế giới

Là một hòn đảo trẻ, lại nằm trên vành đai núi lửa Đại Tây Dương, Iceland là một trong những nơi có hoạt động địa chất mạnh mẽ nhất trên thế giới với rất nhiều núi lửa và các suối nước nóng. Núi lửa phun hoặc động đất có thể gây ra rất nhiều thiệt hại cho hòn đảo. Vụ phun trào của núi lửa Laki vào những năm 1783-1784 đã gây ra nạn đói khủng khiếp khiến cho 1/4 dân số của hòn đảo bị chết. Những đám mây bụi từ vụ phun trào này thậm chí đã được nhìn thấy tại nhiều nơi ở châu Âu và còn bay đến một số nơi thuộc châu Á và châu Phi vài tháng sau đó.
Tuy nhiên, người dân Iceland cũng được hưởng nhiều ưu đãi từ núi lửa. Hệ thống sông ngòi và thác nước rộng lớn tại đất nước này cung cấp một nguồn thủy điện lớn cho người dân sử dụng với giá rất rẻ. Người dân Iceland sử dụng hơi nóng từ những nguồn địa nhiệt để sưởi ấm cho nên hòn đảo gần như không phải đốt nhiên liệu hóa thạch gây ô nhiễm môi trường. Những suối nước nóng phun lên từ lòng đất là một món quà lớn khác mà thiên nhiên dành cho Iceland. Núi lửa cũng mang lại cho Iceland lượng đất badan màu mỡ và một số khoáng chất như rhyolite và andesite.
Iceland được sở hữu Surtsey, một trong những hòn đảo trẻ nhất thế giới được hình thành sau chuỗi phun trào núi lửa dưới biển từ năm 1963-1968.

### Khí hậu
Khu vực bờ biển của Iceland có khí hậu ôn đới hải dương lạnh. Dòng biển nóng Bắc Đại Tây Dương đã mang đến cho hòn đảo một khí hậu ấm áp hơn so với những nơi khác cũng vĩ độ. Vùng bờ biển Iceland có một mùa đông tương đối dễ chịu, trời nhiều mây còn vào mùa hạ thì mát mẻ và ẩm ướt.
Nhiệt độ ban ngày dao động trong khoảng từ 0 đến 3 °C vào mùa đông và từ 12 đến 15 °C vào mùa hè, mặc dù trong đất liền có thể mát hơn đáng kể. Vào mùa hè, ở một số địa điểm đặc biệt, nhiệt độ cao hơn đáng kể (trên 20 °C) xảy ra. Đặc biệt là do "Dòng Vịnh" (Hải lưu Gulf Stream) nên ở phía nam của hòn đảo tương đối hiếm có tuyết.
Có những sự tương phản về khí hậu giữa các vùng của hòn đảo. Vùng bờ biển phía nam Iceland thường ấm và ẩm ướt hơn so với bờ biển phía bắc. Còn những vùng đất thấp trong nội địa thì lại vô cùng khô hạn. Tuyết rơi nhiều hơn ở phía bắc của Iceland. Và trong khi vùng bờ biển Iceland có khí hậu tương đối ôn hòa thì khu vực cao nguyên trung tâm lại có khí hậu vô cùng lạnh giá, thường xuyên không có người ở.
Nhiệt độ cao nhất ghi được là 30,5 °C vào ngày 22 tháng 6 năm 1939 tại Teigarhorn thuộc bờ biển phía đông nam Iceland. Còn nhiệt độ thấp nhất ghi được là -38 °C ghi được ngày 22 tháng 1 năm 1918 tại Grímsstaðir và Möðrudalur thuộc vùng nội địa đông bắc. Tại thủ đô Reykjavík, nhiệt độ cao nhất ghi được là 24,8 °C vào ngày 11 tháng 8 năm 2004, còn nhiệt độ thấp nhất ghi được là -24,5 °C vào ngày 21 tháng 1 năm 1918.

### Thực vật và động vật

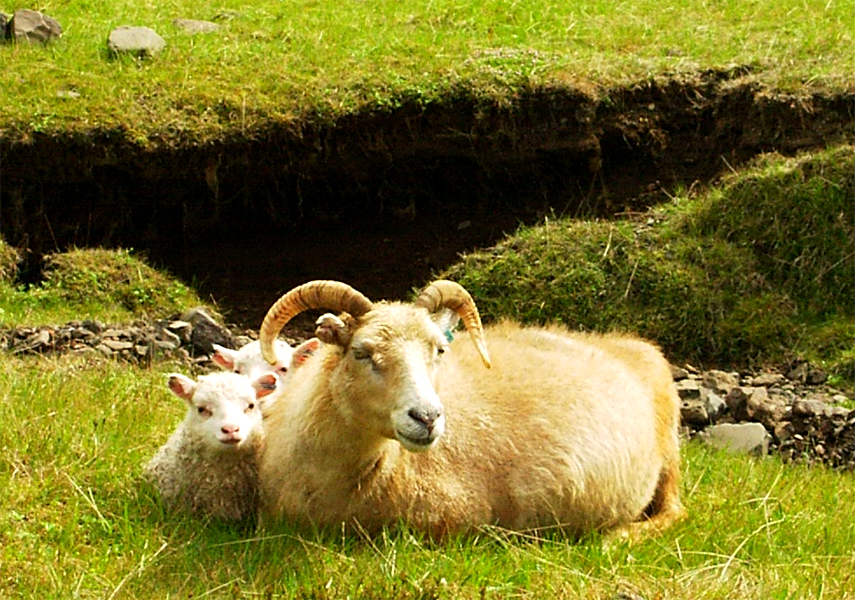
Những chú cừu trên đồng cỏ Iceland

Từ sau khi Thời kỳ Băng hà kết thúc, các loài thực vật và động vật chỉ có khoảng thời gian ngắn ngủi 10.000 năm để nhập cư vào Iceland và tiến hóa. Khoảng 3/4 đất đai ở Iceland cằn cỗi không thích hợp cho thực vật sinh trưởng. Loài thực vật chủ yếu ở đây là các loại cỏ mọc trên những cánh đồng chăn nuôi gia súc rộng lớn. Loại cây thân gỗ duy nhất của Iceland là một giống cây bulô phương bắc có tên gọi Betula pubescens. Trước khi con người tới, các rừng cây bulô chiếm 25-40% diện tích đất màu ở Iceland, nhưng qua nhiều thế kỉ, do sự chặt phá của con người, diện tích của rừng giảm dần và đến đầu thế kỷ XX thì còn lại rất ít. Điều này gây ra nhiều hậu quả khôn lường như xói mòn đất, mà đất lại là một tài nguyên rất quý đối với Iceland. Con người đã cố gắng trồng lại các rừng cây bulô nhưng chất lượng rừng không thể bằng được rừng tự nhiên.
Khi con người đến Iceland, họ đã mang đến một số gia súc mà ngày nay ta có thể thấy như cừu Iceland, bò và đặc biệt là giống ngựa rất khỏe của đất nước này. Có rất nhiều cá ở những vùng biển xung quanh Iceland. Đánh bắt cá đóng vai trò rất quan trọng trong nền kinh tế Iceland, chiếm tới hơn một nửa tổng sản phẩm xuất khẩu của nước này.
Các loài thú hoang dã ở Iceland gồm có cáo Bắc Cực, chồn, chuột, thỏ và tuần lộc. Chúng di cư đến Iceland vào cuối Thời kỳ Băng hà, khi mặt nước biển còn đang đóng băng. Vào khoảng trước năm 1900, một số con gấu Bắc Cực cũng thỉnh thoảng ghé thăm Iceland trên những tảng băng trôi từ Greenland. Do khí hậu lạnh đặc trưng, Iceland không có bất cứ một loài bò sát hay lưỡng cư nào, vì chúng là những động vật biến nhiệt. Theo ước tính, Iceland có khoảng 1300 loài côn trùng.

## Nhân khẩu
| Tôn giáo tại Iceland (2017) | Tôn giáo tại Iceland (2017) | Tôn giáo tại Iceland (2017) | Tôn giáo tại Iceland (2017) | Tôn giáo tại Iceland (2017) |
| --------------------------- | --------------------------- | --------------------------- | --------------------------- | --------------------------- |
|                             |                             |                             |                             |                             |
| Thiên Chúa giáo             | Thiên Chúa giáo             |                             | 69.89%                      | 69.89%                      |
| Các nhánh Kitô giáo khác    | Các nhánh Kitô giáo khác    |                             | 11.67%                      | 11.67%                      |
| Khác                        | Khác                        |                             | 9.97%                       | 9.97%                       |
| Không xác nhận              | Không xác nhận              |                             | 6.06%                       | 6.06%                       |
| Phật giáo                   | Phật giáo                   |                             | 0.3%                        | 0.3%                        |
| Hồi giáo                    | Hồi giáo                    |                             | 0.3%                        | 0.3%                        |
| Bahá'í                      | Bahá'í                      |                             | 0.1%                        | 0.1%                        |

### Dân số
Từ khi những người dân nhập cư đầu tiên đến Iceland cho đến tận giữa thế kỷ XIX, dân số của nước này dao động trong khoảng từ 40.000 đến 60.000 người. Trong khoảng thời gian đó, các yếu tố như khí hậu khắc nghiệt, những vụ phun trào núi lửa cũng như các dịch bệnh đã ảnh hưởng rất bất lợi đối với dân số của Iceland. Tiêu biểu là vụ phun trào của núi lửa Laki vào cuối thế kỷ XVIII khiến 1/4 dân số hòn đảo thiệt mạng. Cuộc điều tra dân số đầu tiên ở Iceland diễn ra vào năm 1703, lúc đó dân số nước này là 50.358 người. Từ giữa thế kỷ XIX đến nay, điều kiện sống được cải thiện cộng với một hệ thống phúc lợi xã hội tốt đã khiến cho dân số Iceland tăng lên nhanh chóng. Dân số Iceland đã tăng nhanh từ 60.000 người (năm 1850) lên 300.000 người (năm 2006). Dân số năm 2007 của Iceland là 301.931 người.

Khác với nhiều nước châu Âu khác đang bước vào thời kỳ suy giảm dân số, dân số của Iceland hiện nay được đánh giá là tăng khá nhanh. Tốc độ tăng dân số của Iceland đạt 0,84%, chỉ đứng sau các nước Ireland, Luxembourg và Liechtenstein ở Tây Âu.

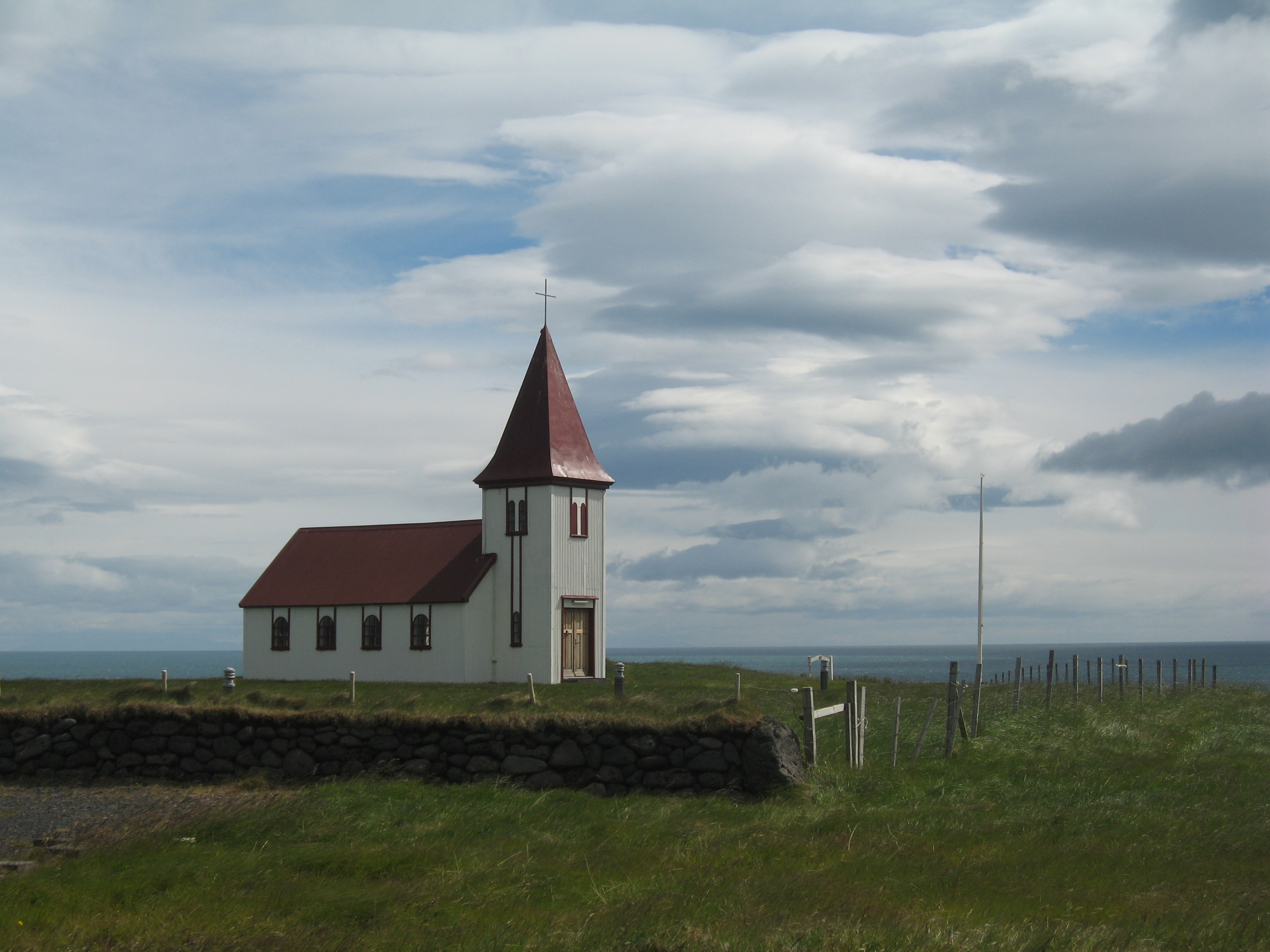
Một nhà thờ trong làng Hellnar, ở phía nam của bán đảo Snæfellsnes.

Người Iceland có nguồn gốc từ những người Na Uy và người Celt nhập cư vào đất nước này từ lâu đời. Người Iceland ngày nay là kết quả của sự hòa trộn đồng nhất giữa tổ tiên Na Uy và Celt của họ. Năm 2004, 20.665 người (tương đương 7% dân số Iceland) được sinh ra ở nước ngoài. Trong khi đó thì 10 636 người (3,6% dân số) có mang một quốc tịch nước ngoài. Những cộng đồng dân cư nước ngoài đông nhất tại Iceland là người Ba Lan, Đan Mạch, Nam Tư cũ, Philippines và Đức, chiếm khoảng 6% dân số.
Khi những người dân nhập cư đầu tiên đến Iceland, họ chủ yếu tôn thờ những vị thần của Na Uy. Sau đó, Iceland trở thành một quốc gia theo đạo Cơ đốc từ thế kỷ X. Đến giữa thế kỷ XVI, dưới sự cai trị của vua Christian III của Đan Mạch, Iceland cải theo Giáo hội Luther cho đến tận ngày nay. Theo số liệu năm 2004, khoảng 85,5% dân số Iceland theo Giáo hội Luther, 2,1% theo tôn giáo Tự do Reykjavík, 2% theo Công giáo La Mã, 1,5% theo tôn giáo Tự do Hafnarfjorou. Các nhóm Cơ Đốc giáo khác chiếm tỉ lệ khoảng 2,7%. Số còn lại không rõ hoặc không có tôn giáo.

### Những thành phố lớn
Thành phố đông dân cư nhất của Iceland là thủ đô Reykjavík. Reykjavík cùng với các thị trấn lân cận khác là Kópavogur, Hafnarfjörður và Garðabær tạo thành khu vực Đại Reykjavík, chiếm tới hai phân ba dân số nước này. Reykjavík là thành phố duy nhất của Iceland có dân số vượt quá 100.000 người. Dân số của riêng thành phố là 117 099 dân, còn nếu tính cả khu vực Đại Reyljavík thì tổng cộng là 192.996 người. Reykjavík là thủ đô nằm xa nhất về phía bắc của thế giới.
Các thành phố có dân số trên 10.000 dân khác là Akureyri, Hafnarfjörður, Keflavík, Kópavogur.

## Kinh tế

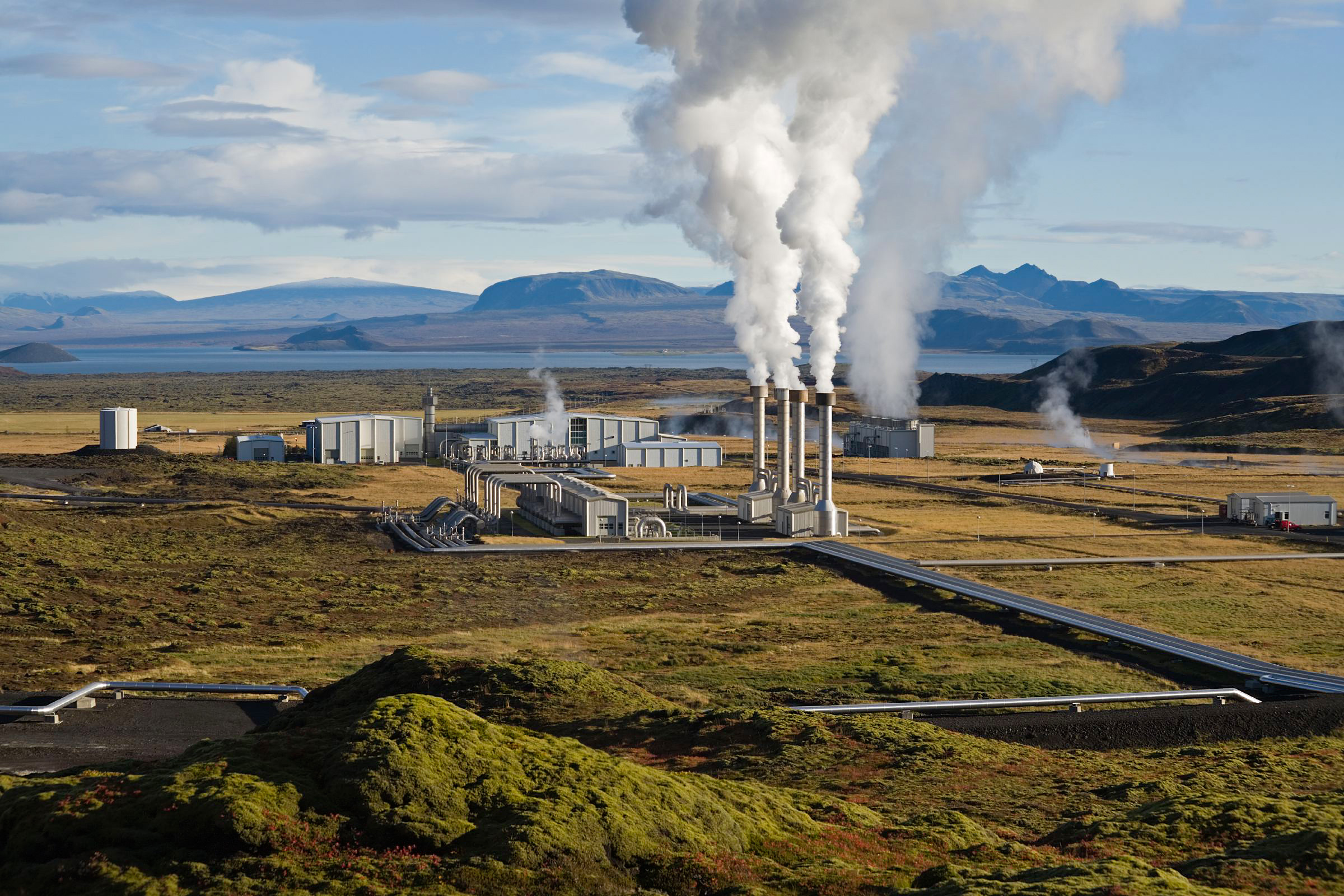
Nhà máy địa nhiệt Nesjavellir, cung cấp nước nóng cho khu vực Đại Reykjavík

Iceland là một trong những quốc gia có nền kinh tế phát triển nhất thế giới. Thu nhập bình quân của người Iceland năm 2005 đạt 19.444 USD, xếp thứ 12 thế giới và cao hơn cả nhiều nước công nghiệp phát triển như Mỹ, Anh, Pháp. Nền kinh tế phát triển cộng với hệ thống phúc lợi xã hội tốt đã khiến cho chỉ số phát triển con người của Iceland rất cao, xếp thứ nhất thế giới (xem Danh sách quốc gia theo chỉ số phát triển con người). Dựa trên hệ số Gini, Iceland có tỷ lệ bất bình đẳng thu nhập thấp. Iceland là nước có điều kiện sống tốt nhất trên thế giới.
Trong cuộc khủng hoảng kinh tế tài chính thế giới năm 2008, nền tài chính của Iceland đã lâm vào một cuộc khủng hoảng trầm trọng với những khoản nợ lớn bằng 10 lần GDP, đưa đất nước này rơi vào tình trạng "phá sản". Đây là cuộc khủng hoảng tồi tệ nhất đối với Iceland từ trước đến nay. Cuộc khủng hoảng về tài chính này cũng làm sụp đổ chính phủ liên minh tại Iceland và dự kiến trong năm 2009, kinh tế nước này sẽ tăng trưởng -9,6%. GDP đã có sự tăng trưởng trở lại vào năm 2011, và đã giúp thúc đẩy một xu hướng giảm dần cho tỷ lệ thất nghiệp. Thâm hụt ngân sách của chính phủ đã giảm từ 9,7% GDP trong năm 2009 và 2010 xuống 0,2% GDP trong năm 2014 ; tỷ lệ nợ / GDP của chính phủ dự kiến sẽ giảm xuống dưới 60% vào năm 2018 từ mức tối đa là 85% vào năm 2011 . Sự tăng trưởng của nền kinh tế của Iceland thời gian gần đây đã được nhìn nhận như một câu chuyện thành công về sự hồi phục kinh tế nhanh chóng sau khủng hoảng ở châu Âu .

### Các ngành kinh tế
Các sản phẩm nông nghiệp chủ yếu của Iceland là khoai tây, củ cải, rau xanh trồng trong nhà kính, thịt cừu, bơ sữa và cá. Kinh tế Iceland phụ thuộc rất lớn vào ngành đánh bắt và chế biến cá. Cá chiếm tới 40% tổng sản phẩm xuất khẩu của Iceland và cung cấp 8% việc làm cho người dân nước này. Kinh tế Iceland rất dễ bị tổn thương do sản lượng cá đánh bắt được hàng năm giảm dần và do giá cả loại sản phẩm này cũng như các tài nguyên khác của Iceland là nhôm và sắt silicon trên thị trường thế giới giảm sút. Thời gian gần đây, chính phủ Iceland tiến hành đa dạng hóa và tự do hóa nền kinh tế nhằm làm giảm sự phụ thuộc vào ngành đánh bắt cá của nước này, đảm bảo cho sự tăng trưởng kinh tế bền vững hơn. Sản xuất công nghiệp và các ngành công nghệ hiện đại như dịch vụ phần mềm, dịch vụ tài chính, công nghệ sinh học được đẩy mạnh. Thị trường chứng khoán của Iceland được thành lập vào năm 1985. Là một nước thưa dân ở phía bắc với rất nhiều cảnh quan thiên nhiên phong phú, Iceland đang phát triển mạnh ngành du lịch, đặc biệt là du lịch sinh thái. Tỉ trọng các ngành của kinh tế Iceland như sau: nông nghiệp chiếm 8,4%, công nghiệp chiếm 15,6% và dịch vụ chiếm 76% GDP.
Ngoại thương chiếm khoảng 40% tổng thu nhập từ xuất khẩu hàng hóa, chiếm 7% lực lượng lao động, làm việc chủ yếu trong nghề đánh bắt cá và công nghiệp chế biến cá. Năm 2006, xuất khẩu của Iceland đạt 3.587 tỉ USD, chủ yếu là cá và các sản phẩm từ cá (chiếm tổng cộng 70%), các sản phẩm từ động vật, nhôm, một số khoảng sản khác như sắt silicon, diatomite. Các thị trường xuất khẩu chính của Iceland là Vương quốc Liên hiệp Anh và Bắc Ireland (17,9%), Đức (16,4%), Hà Lan (13%), Mỹ (8,1%), Tây Ban Nha (7,7%), Đan Mạch (4,3%).
Nhập khẩu của Iceland năm 2006 đạt 5.189 tỉ USD, cao hơn nhiều so với xuất khẩu. Các sản phẩm mà Iceland nhập khẩu chủ yếu là máy móc, thiết bị, dầu mỏ, thực phẩm, vải. Iceland nhập khẩu các sản phẩm trên từ các nước là Đức (13,4%), Mỹ (9,1%), Thụy Điển (8,6%), Đan Mạch (7,3%), Na Uy (7,2%), Vương quốc Liên hiệp Anh và bắc Ireland (5,9%), Trung Quốc (5,3%), Hà Lan (5%)...
Công nghiệp luyện nhôm là ngành công nghiệp sử dụng năng lượng quan trọng nhất tại Iceland và hiện tại đang có 3 nhà máy đang đi vào hoạt động là nhà máy Rio Tinto Alcan, Nordurál và Alcoa.
Công nghiệp sản xuất trang thiết bị cho tàu thủy và công nghiệp chế biến cá phát triển, trước hết phục vụ cho nhu cầu trong nước. Các thiết bị tàu đánh cá do Iceland sản xuất được xuất khẩu rộng rãi trên thị trường thế giới bao gồm tàu đánh cá có lưới kéo.
Iceland có rất nhiều sông suối, thác nước và một nguồn địa nhiệt khổng lồ dưới lòng đất. Những nguồn năng lượng này đã cung cấp 99% sản lượng điện cho Iceland. Nguồn nhiệt để sưởi ấm của Iceland được lấy trực tiếp từ những nguồn địa nhiệt dồi dào trong lòng đất nên giá thành rất rẻ. Iceland gần như không phải đốt các loại nhiên liệu hóa thạch gây ô nhiễm môi trường nào như than hay khí đốt nên là một trong những đất nước sạch nhất thế giới. Nesjavellir là dự án nhiệt điện lớn nhất tại Iceland, trong khi đập Kárahnjúkar là nhà máy thủy điện lớn nhất tại nước này.
Diện tích đất có thể trồng trọt được chiếm 19% diện tích cả nước, nhưng diện tích được canh tác chỉ chiếm 1% diện tích cả nước, chủ yếu là trồng cỏ và chăn nuôi, và hàng năm chỉ canh tác được từ 4-5 tháng. Iceland có khoảng 4.700 nông trại cỡ trung bình là 1.200 ha, trong đó 85% là thuộc tư nhân và khoảng 4,8% lực lượng lao động làm việc trong khu vực nông nghiệp.

### Giao thông

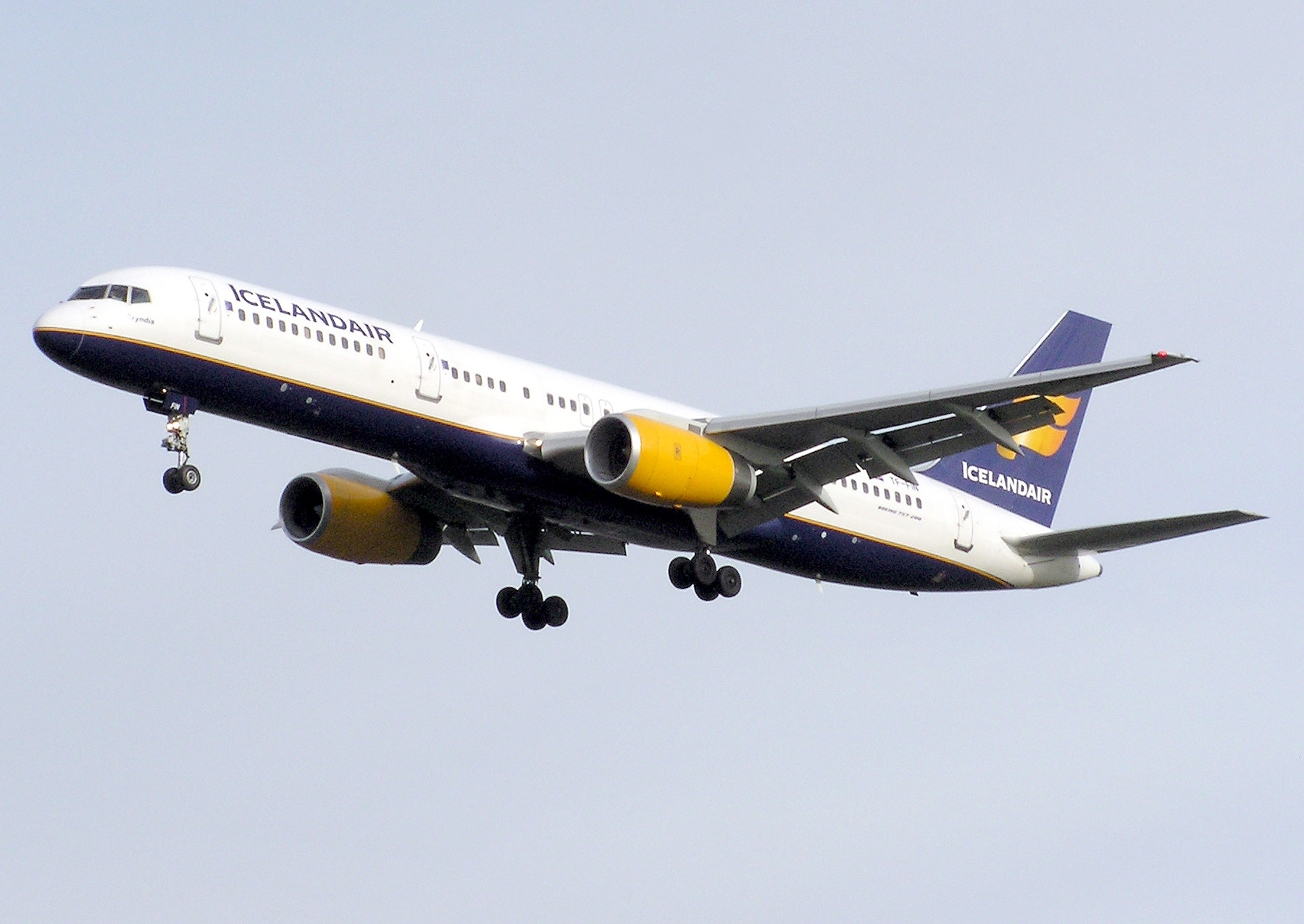
Một chiếc máy bay Boeing 757-200, loại máy bay chủ yếu ở Iceland

Giao thông ở Iceland chịu ảnh hưởng của nhiều nhân tố như địa hình gồ ghề, điều kiện khí hậu phức tạp. Iceland hiện nay là một trong số ít quốc gia và vũng lãnh thổ vẫn chưa có đường sắt, mặc dù một dự án xây dựng đường sắt đang được triển khai lần đầu tiên giữa Keflavík và Reykjavík. Iceland có tổng cộng 13.034 km đường bộ, việc xây dựng đường sá được bắt đầu vào năm 1900 và xúc tiến mạnh trong năm 1980. Các dịch vụ đường biển và đường hàng không kết nối Iceland với các nước khác trong khu vực, gồm châu Âu và Bắc Mĩ. Vào năm 1999, Iceland có tổng cộng 86 sân bay. Hãng hàng không quốc gia Iceland, Icelandair là một trong những nơi cung cấp nhiều việc làm nhất tại nước này.

### Tiền tệ
Đồng tiền chính thức được sử dụng tại Iceland là đồng Króna hay krónur (íslensk króna, viết tắt là ISK). Một króna bằng 100 xu (aurar hay eyrir). Các mệnh giá tiền xu là 1, 5, 10, 50 và 100 króna, còn các mệnh giá tiền giấy là 500, 1000, 2000 và 5000 króna. Tỷ giá hối đoái giữa Dollar Mỹ và đồng króna là 1 USD/70.195 króna (năm 2006). Tỷ lệ lạm phát năm 2006 là 6,8%. Iceland có thể sẽ gia nhập nhóm các nước sử dụng đồng tiền chung châu Âu euro trong tương lai, mặc dù không phải là một thành viên của Liên minh châu Âu.

## Văn hóa
Những tác phẩm văn học kinh điển của Iceland là các truyện dân gian (sagas), đó là các bộ sử thi bằng văn xuôi được viết vào thời kỳ người định cư đến Iceland. Nổi tiếng nhất là tác phẩm Njáls saga, kể về một mối hận thù truyền kiếp và hai tác phẩm Grænlendinga saga và Eiríks saga kể về những chuyến phiêu lưu khám phá và di cư đến Greenland và Vinland (nay là Newfoundland). Egils saga, Laxdæla saga, Grettis saga, Gísla saga và Gunnlaugs saga ormstungu cũng rất nổi tiếng trong các truyện dân gian của Iceland. Đất nước này cũng sản sinh ra nhiều nhà văn nổi tiếng như Halldór Laxness, Guðmundur Kamban, Tómas Guðmundsson, Davíð Stefánsson, Jón Thoroddsen, Guðmundur G. Hagalín, Þórbergur Þórðarson và Jóhannes úr Kötlum. Halldór Laxness là nhà văn đầu tiên của Iceland đoạt giải thưởng Nobel Văn học vào năm 1955.

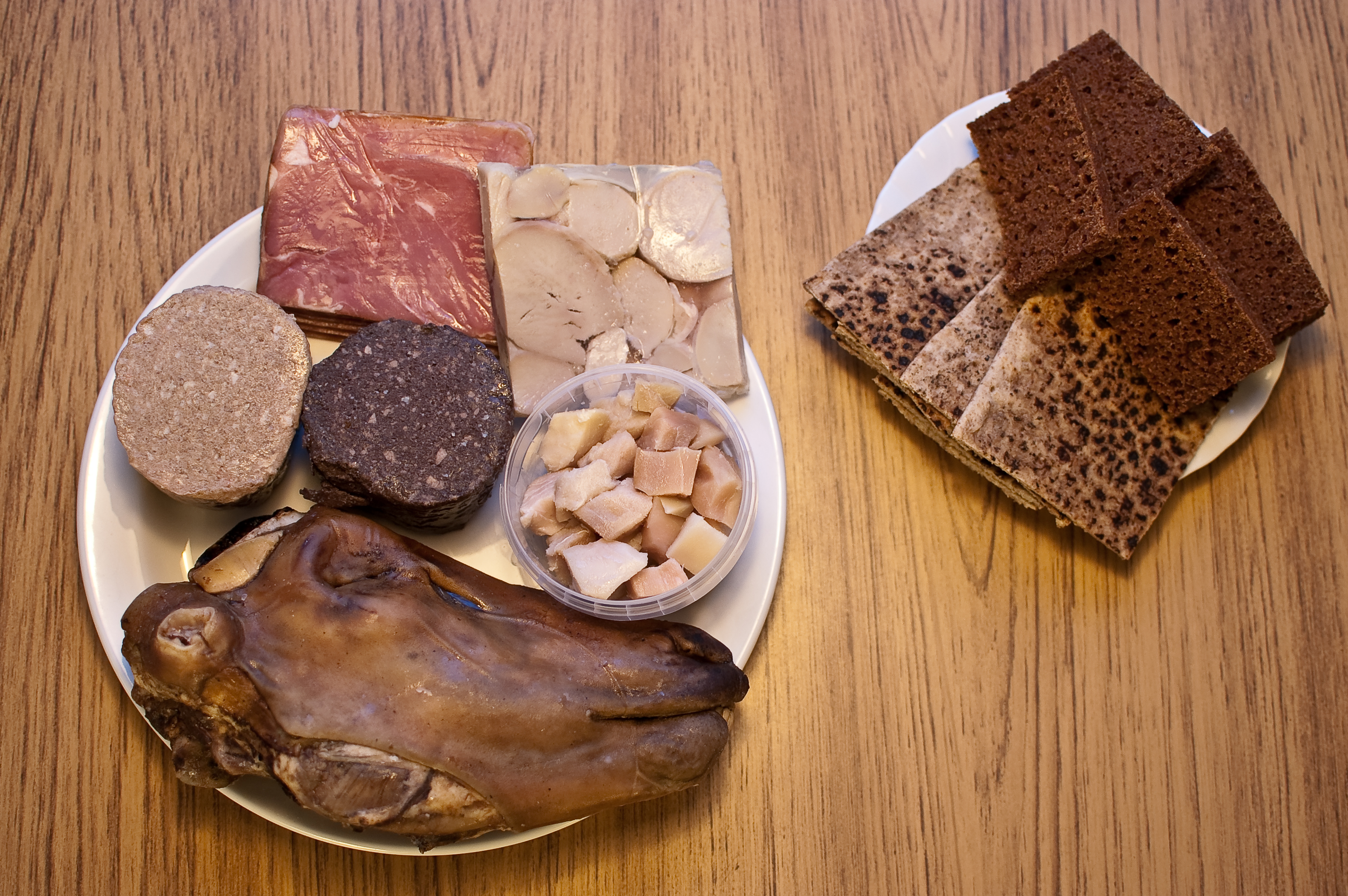
Þorramatur

Kiến trúc ở Iceland chịu ảnh hưởng lớn của kiến trúc Scandinavia. Khi những người dân Viking di cư đến Iceland, họ không thể tìm được nhiều gỗ để làm nhà vì Iceland có rất ít rừng cây gỗ, do vậy họ đã sáng tạo ra kiểu nhà cỏ, một nét kiến trúc rất đặc sắc của Iceland. Những ngôi nhà cỏ ngày nay nằm chủ yếu ở thôn quê và không còn được xây dựng tiếp nữa, một số trở thành địa điểm tham quan cho du khách. Tại các thành phố lớn như thủ đô Reykjavík, kiến trúc hiện đại chiếm ưu thế, tuy nhiên vẫn xen lẫn nhiều công trình mang kiến trúc cổ như các nhà thờ.
Þorramatur là món ăn dân tộc của Iceland, thường được ăn vào tháng 1 và tháng 2 để tưởng nhớ tổ tiên. Món ăn này gồm rất nhiều những thành phần khác nhau. Một số món ăn khác rất phổ biến ở Iceland là Hákarl (thịt cá mập để lâu), graflax (cá hồi ướp muối với cây thì là), hangikjöt (thịt cừu hun khói), slátur (xúc xích làm từ ruột cừu), skyr (một thức uống làm từ sữa thường kèm theo quả việt quất vào mùa hè như một món tráng miệng).

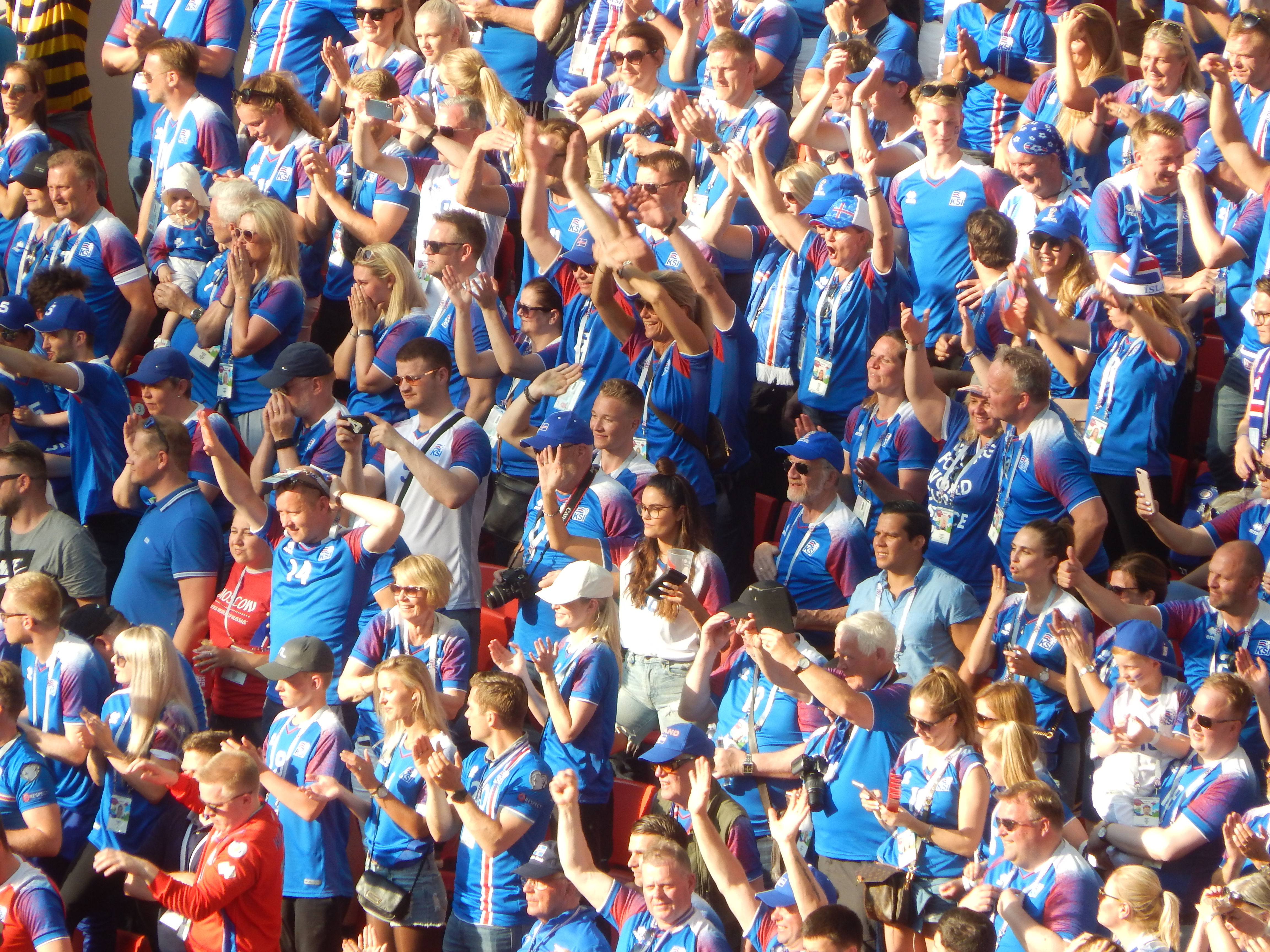
Người hâm mộ Iceland tại World Cup 2018

Iceland là một quốc gia của những con người khỏe mạnh. Thanh thiếu niên Iceland tham gia rất nhiều các hoạt động thể thao như bóng đá, điền kinh, bóng rổ. Các môn thể thao khác như golf, tennis, bơi, cờ vua, cưỡi ngựa cũng hết sức phổ biến. Cờ vua là một thú tiêu khiển được yêu thích của tổ tiên Viking của người Iceland. Nước này có rất nhiều kiện tướng cờ vua như Friðrik Ólafsson, Jóhann Hjartarson, Margeir Pétursson, và Jón Arnason. Glíma là một môn vật cổ khởi nguồn từ thời kỳ xa xưa của nước này. Bơi và cưỡi ngựa rất được yêu thích tại Iceland. Và môn golf được 1/8 dân số nước này chơi. Bóng ném được coi là môn thể thao quốc gia ở Iceland và độ tuyển bóng ném Iceland được xếp hạng cao trên thế giới. Đội tuyển bóng đá nữ của nước này cũng nằm trong nhóm tốt nhất thế giới. Bên cạnh đó, còn có một số môn thể thao mạo hiểm khác như leo núi cũng được ưa chuộng. Đội tuyển bóng đá quốc gia Iceland lần đầu tiên tham dự Euro 2016 và đã gây bất ngờ lớn khi lọt vào tứ kết của giải ở ngay lần đầu tham dự.

### Phong tục tập quán

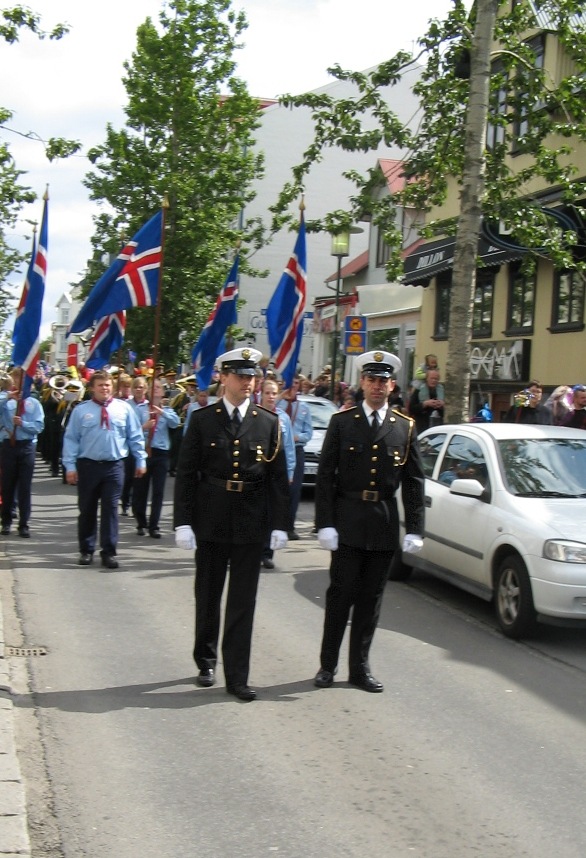
Đoàn diễu hành trong ngày quốc khánh tại thủ đô Reykjavík

Iceland là một trong những nước bình đẳng về giới tính nhất thế giới, rất nhiều phụ nữ Iceland làm việc ở những vị trí lãnh đạo trong chính phủ và các doanh nghiệp. Sau khi lấy chồng, phụ nữ Iceland giữ nguyên tên họ của mình. Iceland có một bộ luật rất khắt khe để bảo vệ quyền trẻ em. Những hành vi ngược đãi thân thể hay tinh thần của trẻ em đều bị trừng phạt rất nghiêm khắc, thậm chí có thể bị bỏ tù. Iceland có tỉ lệ người dân sử dụng internet cao nhất thế giới.
Iceland cũng là một trong những nước có thái độ cới mở với người đồng tính nữ, đồng tính nam, song tính và chuyển giới nhất thế giới, vì có liên quan đến văn hóa với những nước Bắc Âu khác như Na Uy, Thụy Điển, Đan Mạch (cả ba nước đều thuộc khối Scandinavia).
Luật kết hợp dân sự đã được hợp pháp hóa tại nước này vào năm 1996. Vào năm 2010, Iceland đã trở thành quốc gia thứ 9 trên thế giới và là quốc gia thứ 7 tại châu Âu gia nhập nhóm quốc gia cho phép hôn nhân đồng tính.
Người Iceland rất tự hào về đất nước mình. Họ tự hào về di sản văn hóa Viking được thừa hưởng và ngôn ngữ riêng của họ, tiếng Iceland. Người dân Iceland rất quan tâm đến việc bảo vệ truyền thống văn hóa và ngôn ngữ của mình. Những lễ hội phổ biến ở Iceland là Ngày Quốc khánh vào ngày 17 tháng 6 để kỉ niệm ngày Iceland giành độc lập dân tộc năm 1944, lễ hội Sumardagurinn fyrsti được tổ chức ngày đầu tiên của mùa hè và lễ hội Sjómannadagurinn được tổ chức vào mỗi tháng 6 để nhớ ơn những chuyến vượt biển của tổ tiên đến Iceland.

## Tôn giáo
Hiến pháp của Iceland quy định quyền tự do tôn giáo, mặc dù Giáo hội Luther là nhà thờ nhà nước. Trong năm 2013, dân số Iceland được chia thành các nhóm tôn giáo như sau:
- 76,18% là tín hữu Giáo hội Luther Iceland
- 11,33% là tín hữu của các giáo phái Kitô giáo khác
- 5.91% hoặc 5,16% không theo tôn giáo nào
- 1.42% là tín đồ các tôn giáo ngoài Kitô giáo.

Iceland là quốc gia thế tục như các quốc gia Bắc Âu khác. Sự ảnh hưởng của tôn giáo đến chính trị là rất thấp.

## Du lịch

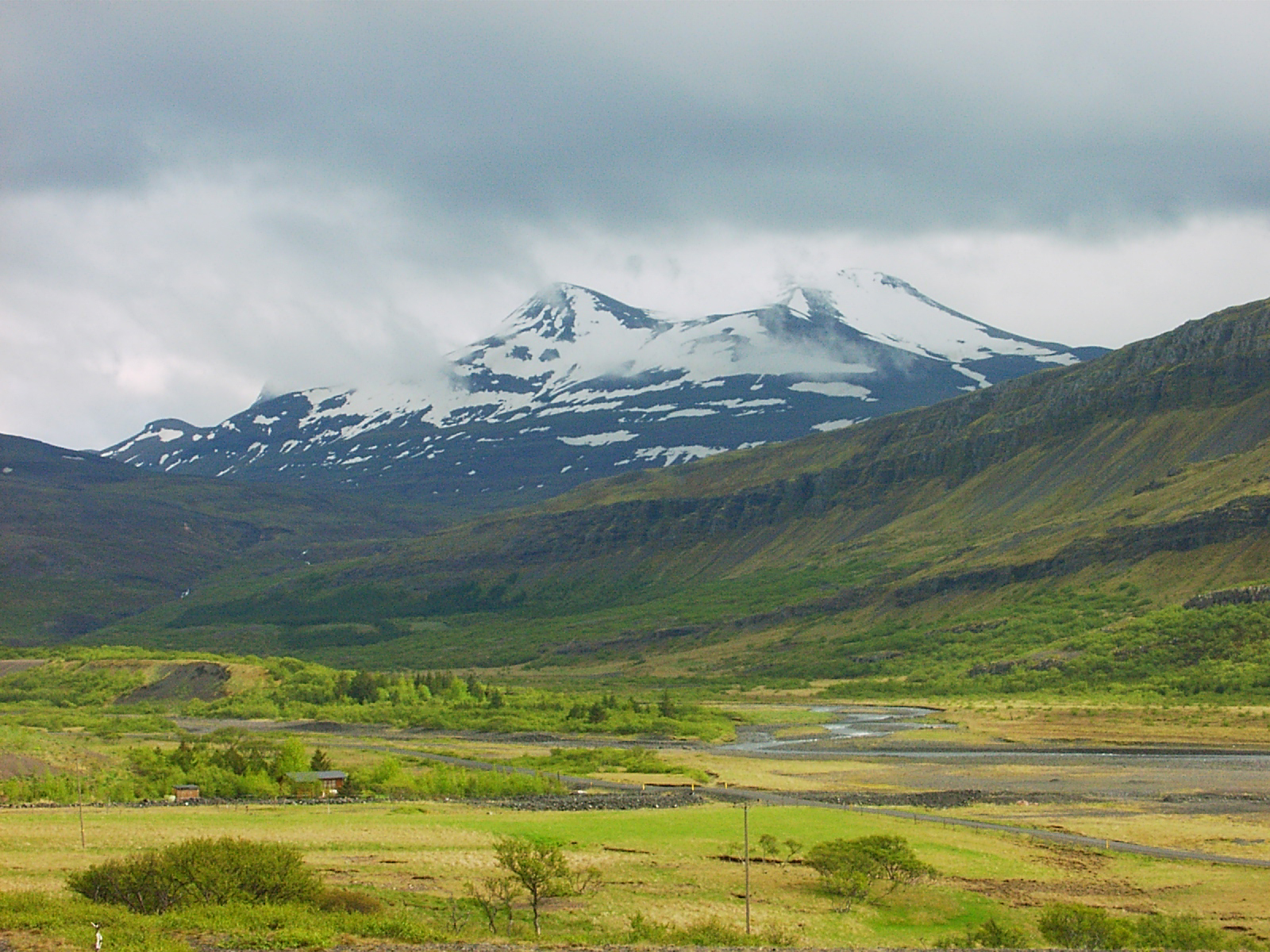
Quang cảnh một vùng thôn quê ở Iceland

Những năm gần đây, Iceland ngày càng trở nên thu hút khách du lịch quốc tế. Là một nước Bắc Âu dân cư thưa thớt, Iceland có nhiều quang cảnh thiên nhiên tươi đẹp như những vùng đồng cỏ yên bình rộng lớn ở thôn quê, những dãy núi cao, những sông băng lớn hay những thác nước hùng vĩ. Tại Iceland, khách du lịch có thể tham gia loại hình nghỉ dưỡng suối nước nóng. Iceland có rất nhiều các dòng suối nước khoáng nóng chứa nhiều khoáng chất có lợi cho sức khỏe. Du lịch sinh thái với những hoạt động như leo núi, trượt tuyết, cưỡi ngựa cũng rất được ưa chuộng.

## Hình ảnh về Iceland

### Tự nhiên

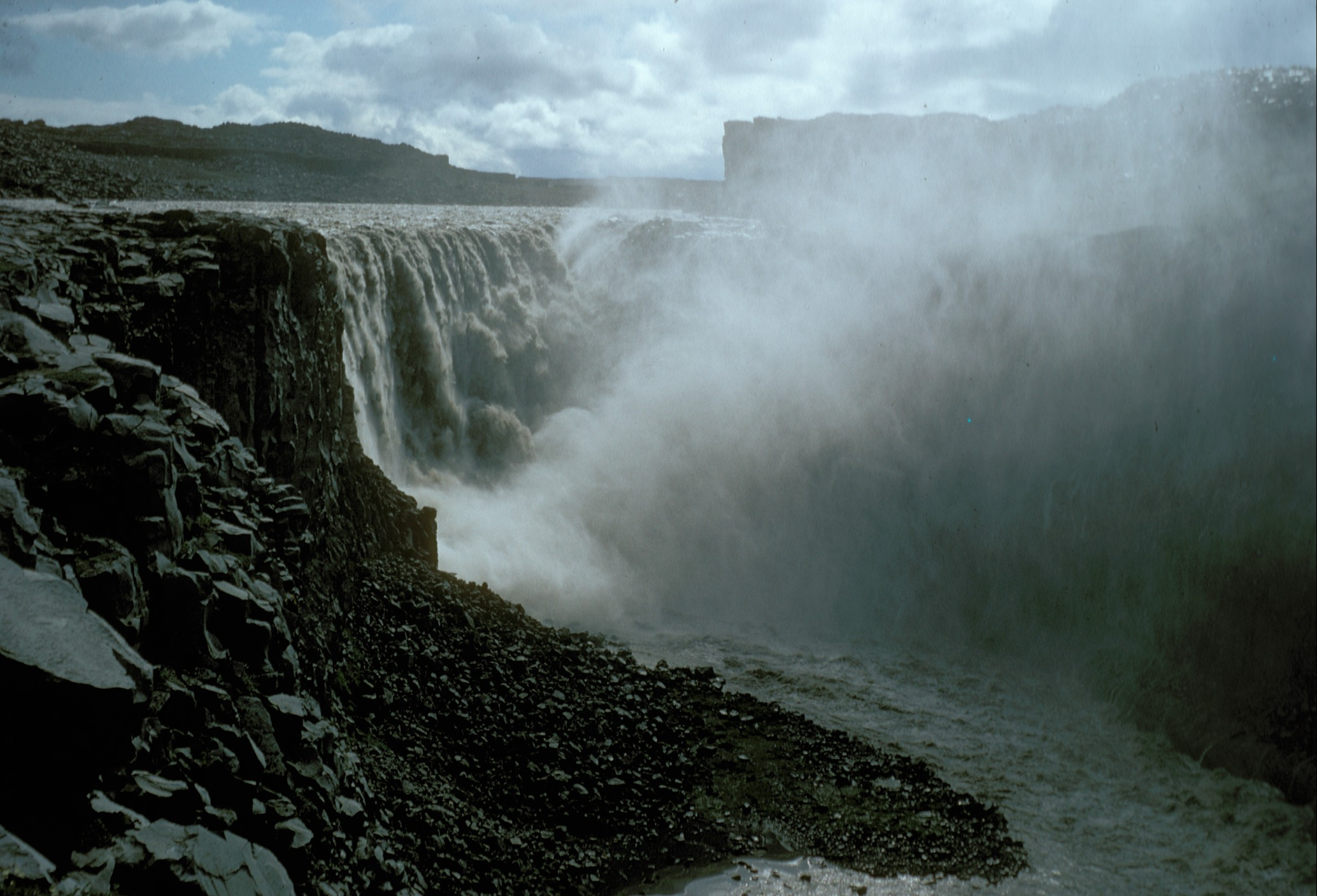
Thác nước Dettifoss
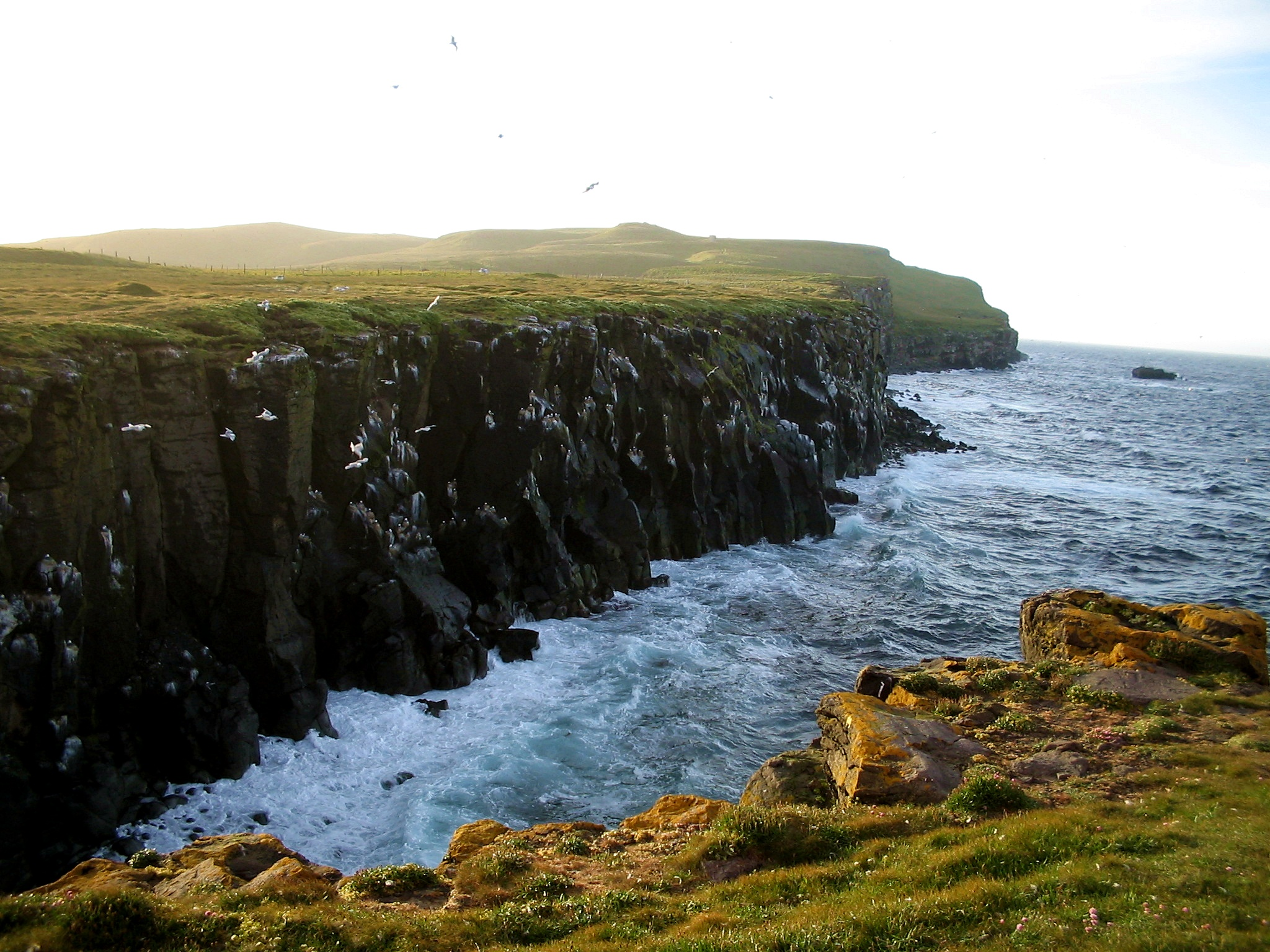
Đảo Grímsey
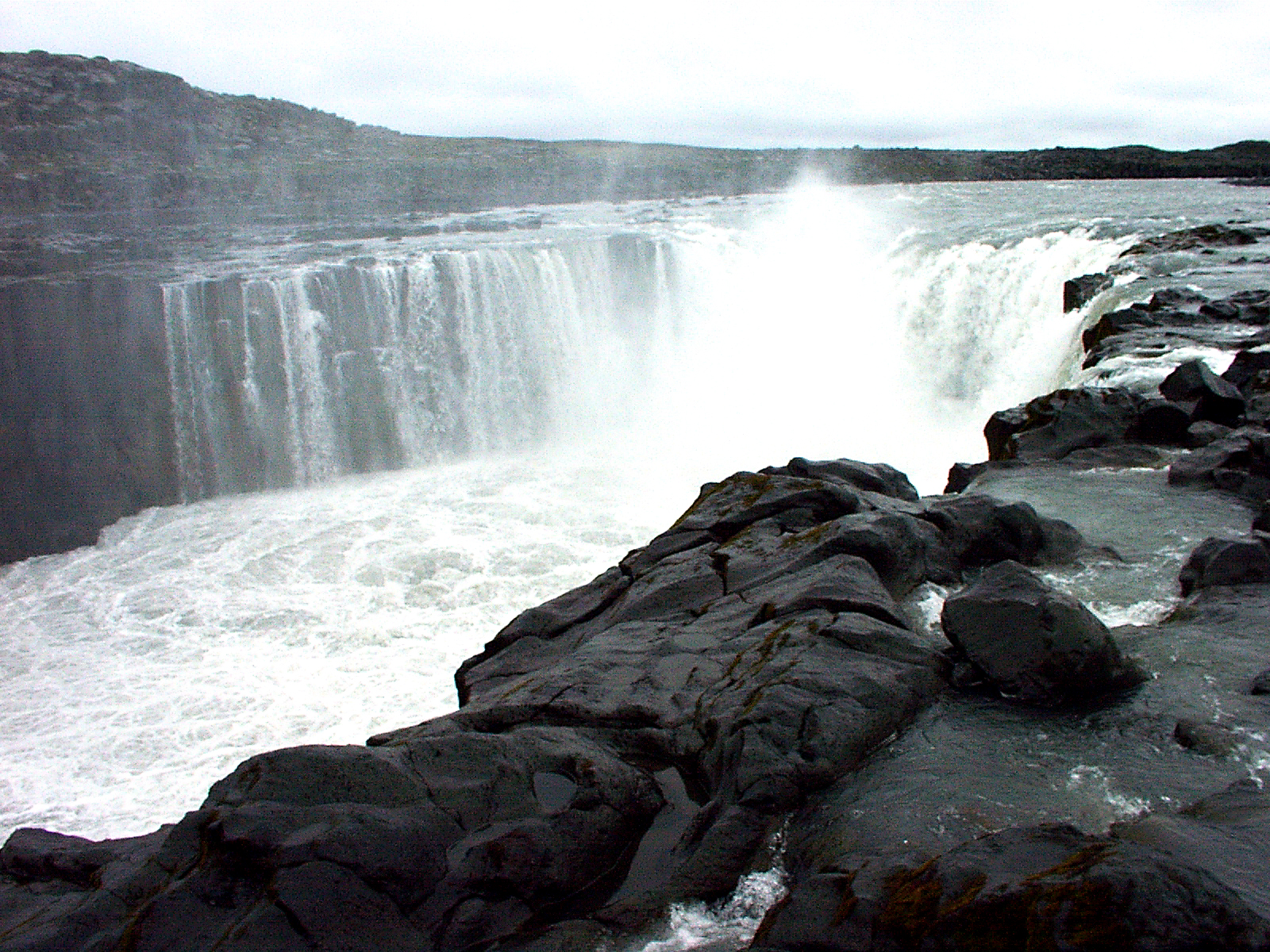
Thác nước Selfoss
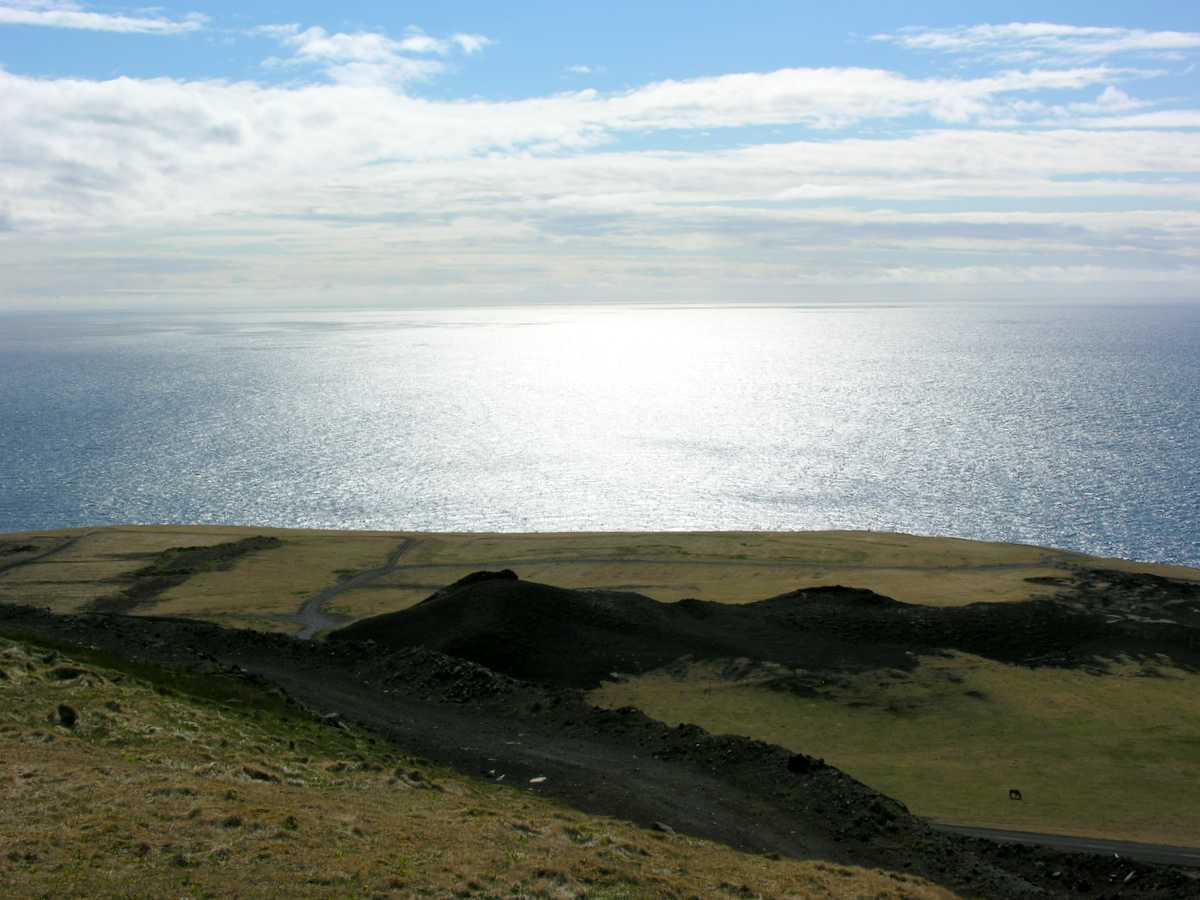
Cảnh biển ở Vestmannaeyjar
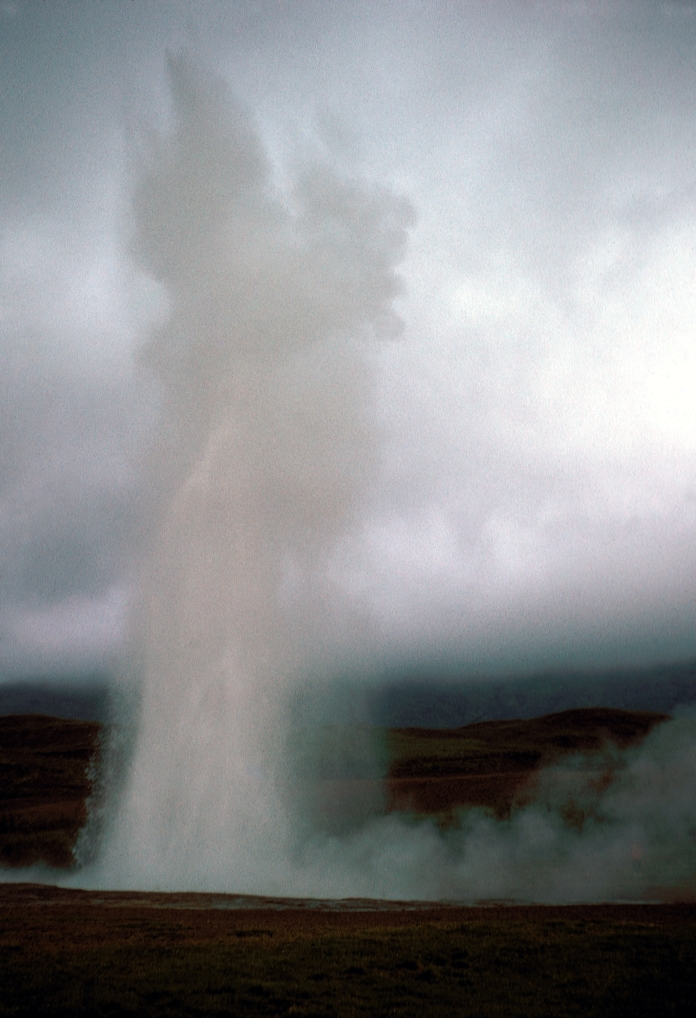
Suối nước nóng phun ở Gaysir
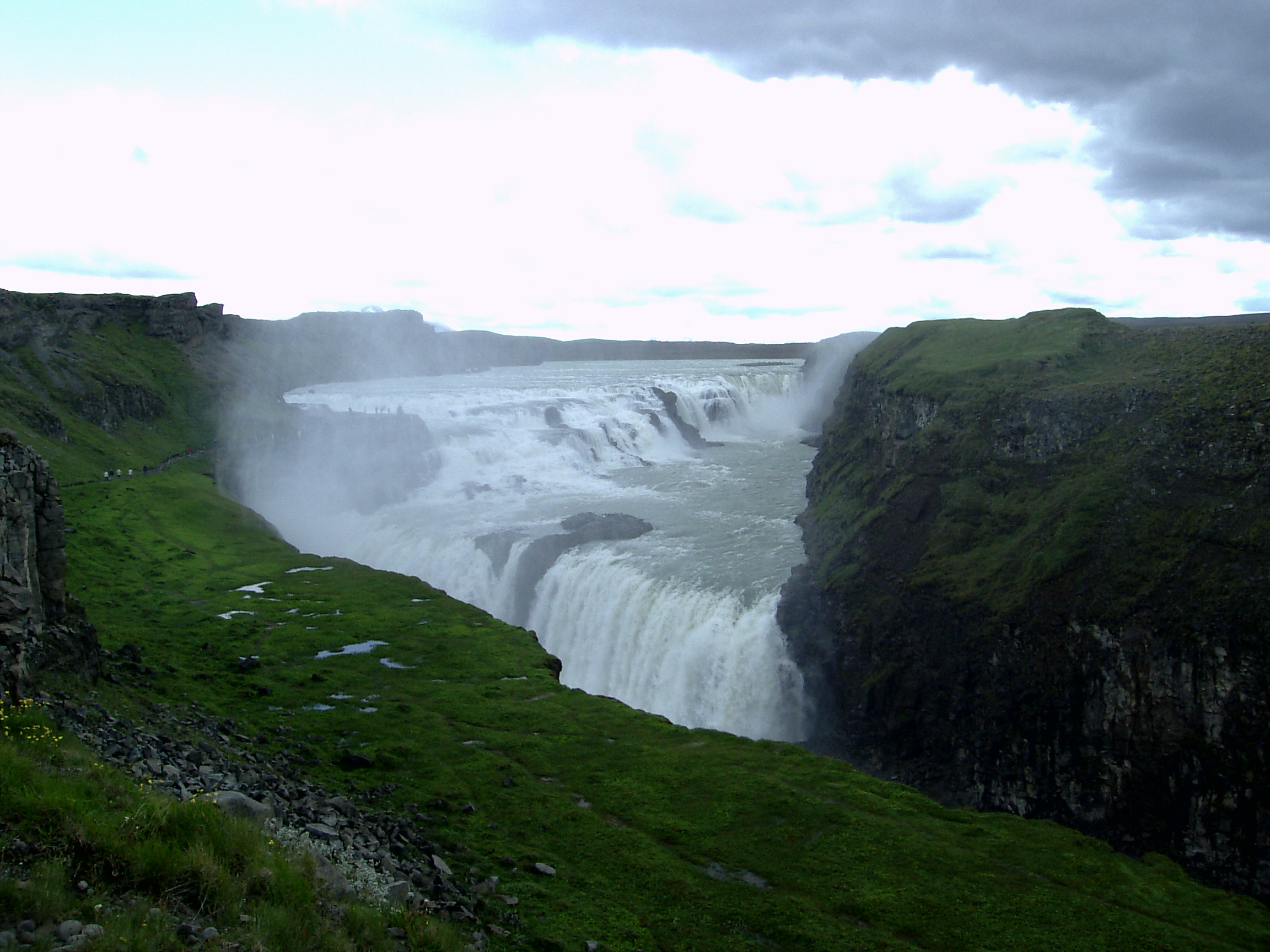
Gulfoss vào mùa hạ
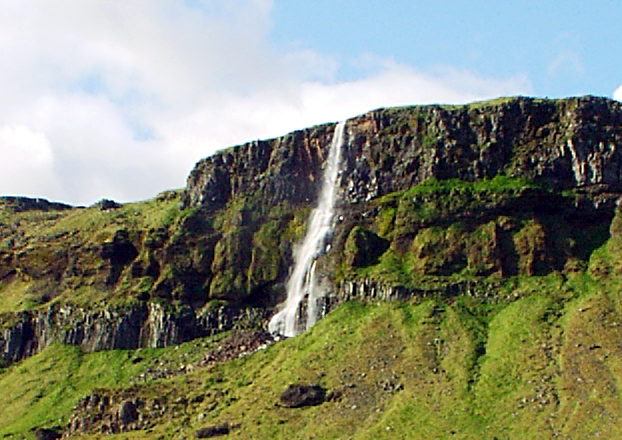
Thác nước Kalfárvellir ở Snæfellsnes
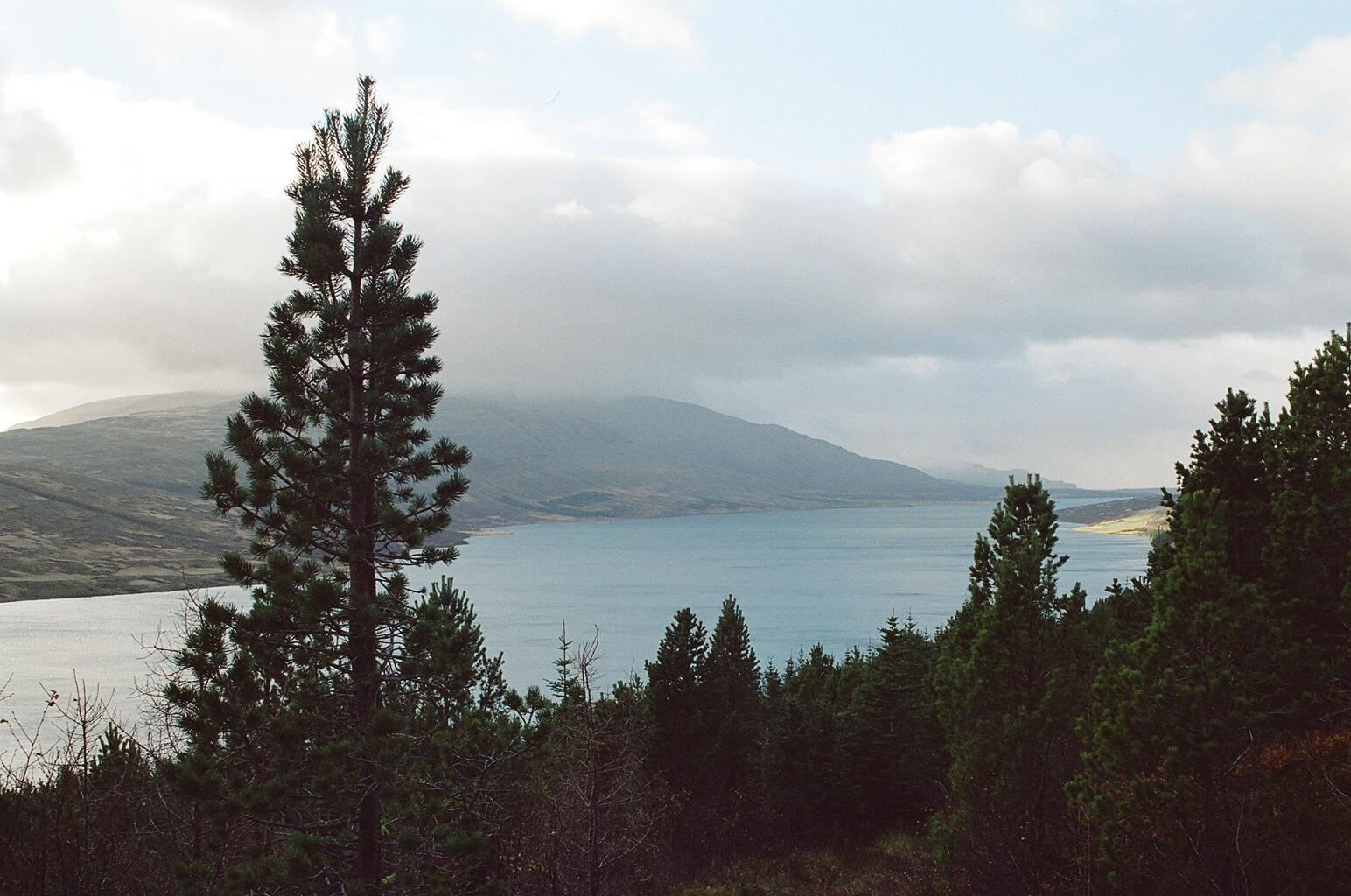
Khung cảnh ở Skorradalsvatn

### Các thành phố lớn

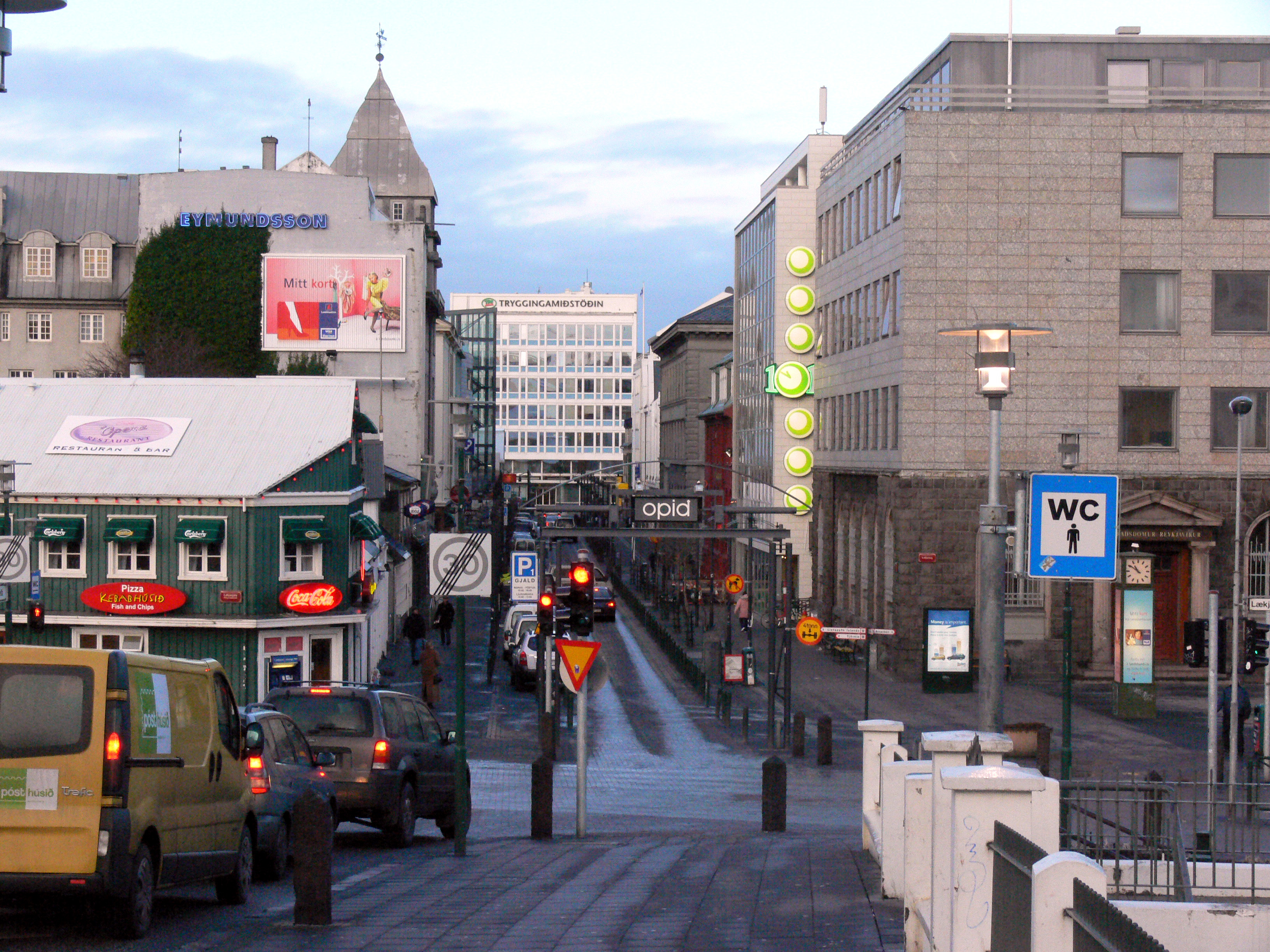
Phố Austurstræti tại thủ đô Reykjavík
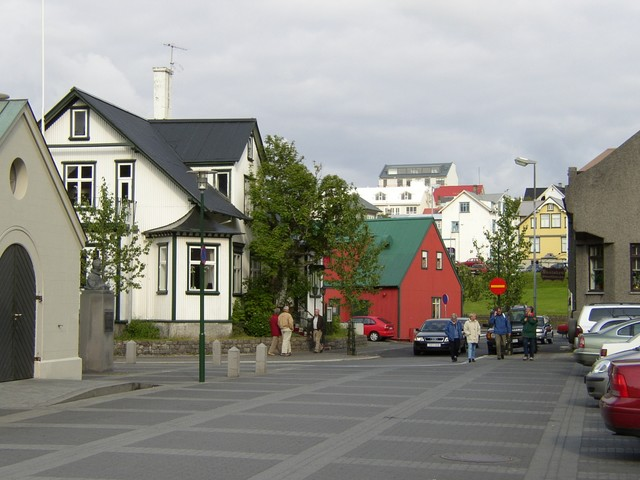
Một góc phố ở Reykjavík
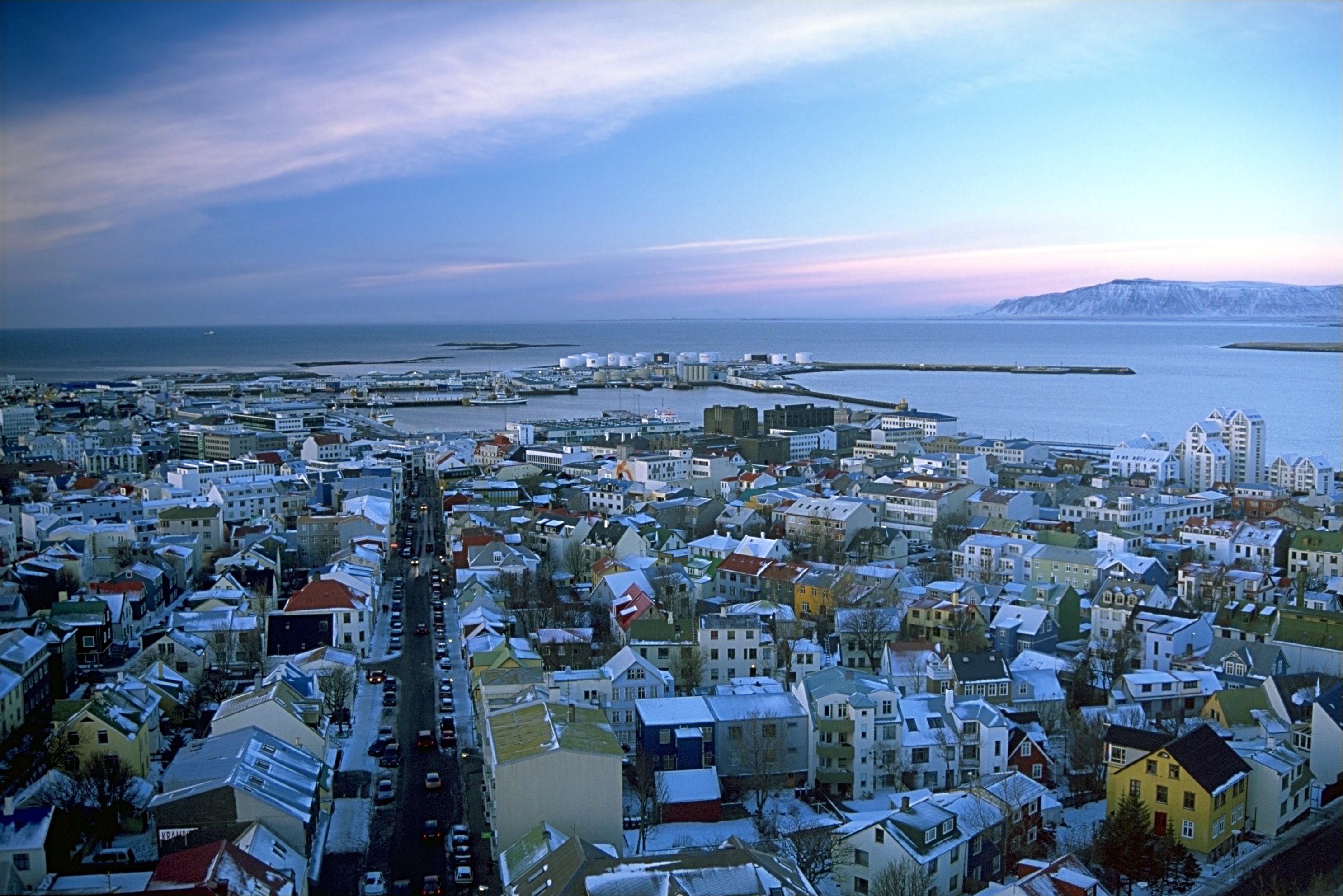
Quang cảnh nhìn từ trên cao Reykjavík
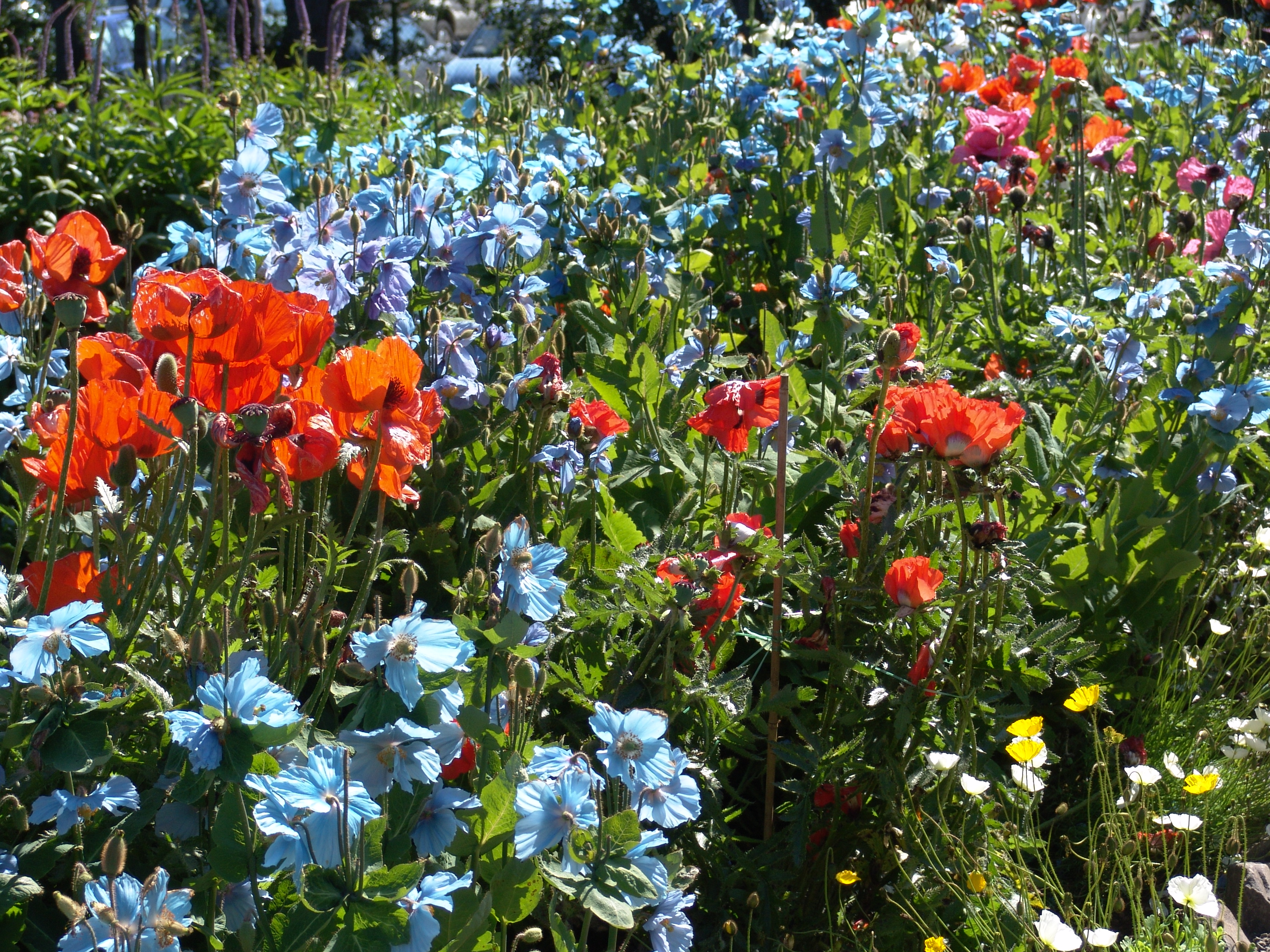
Một vườn cây ở Akureyri
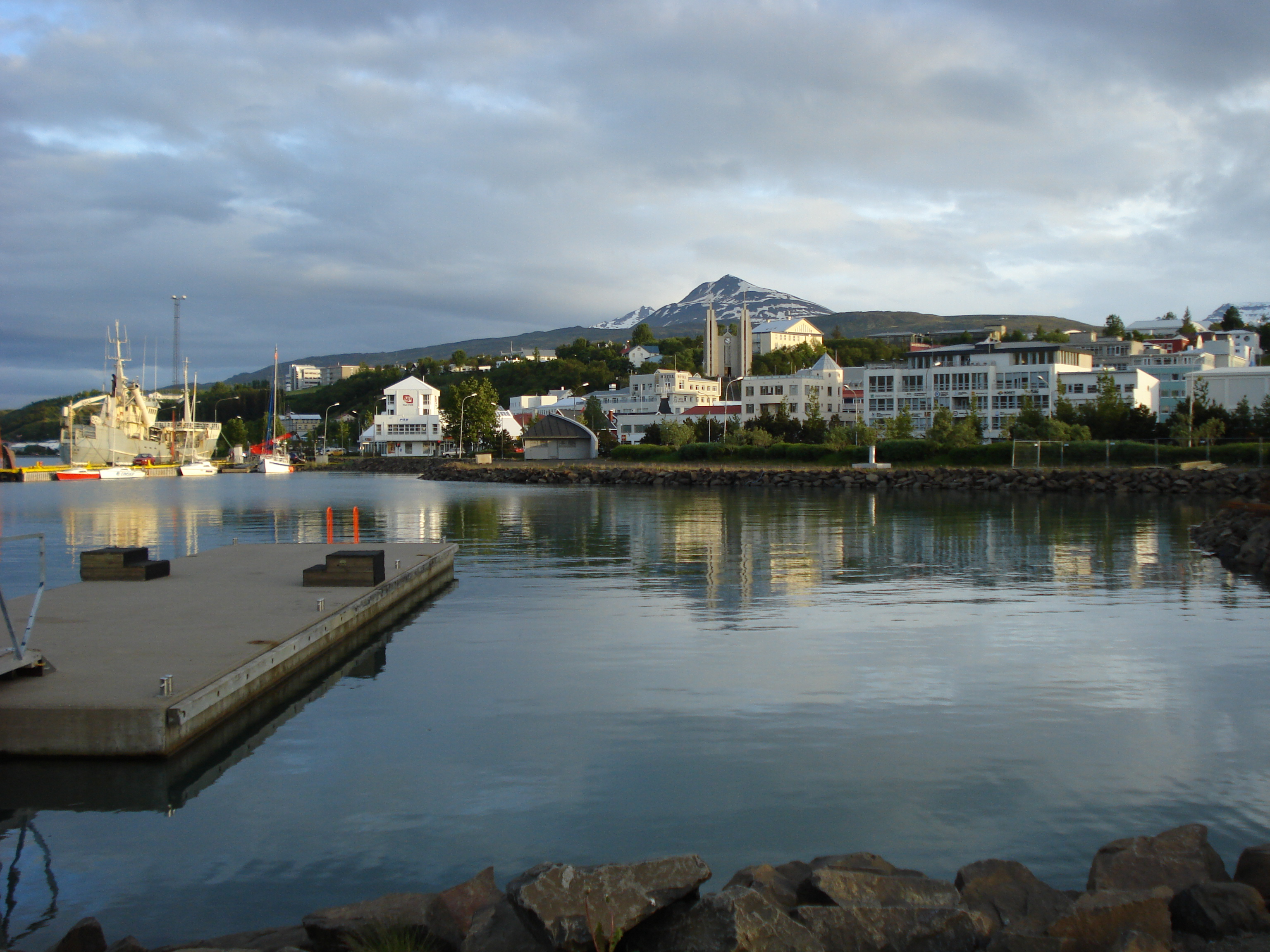
Quang cảnh thành phố Akureyri
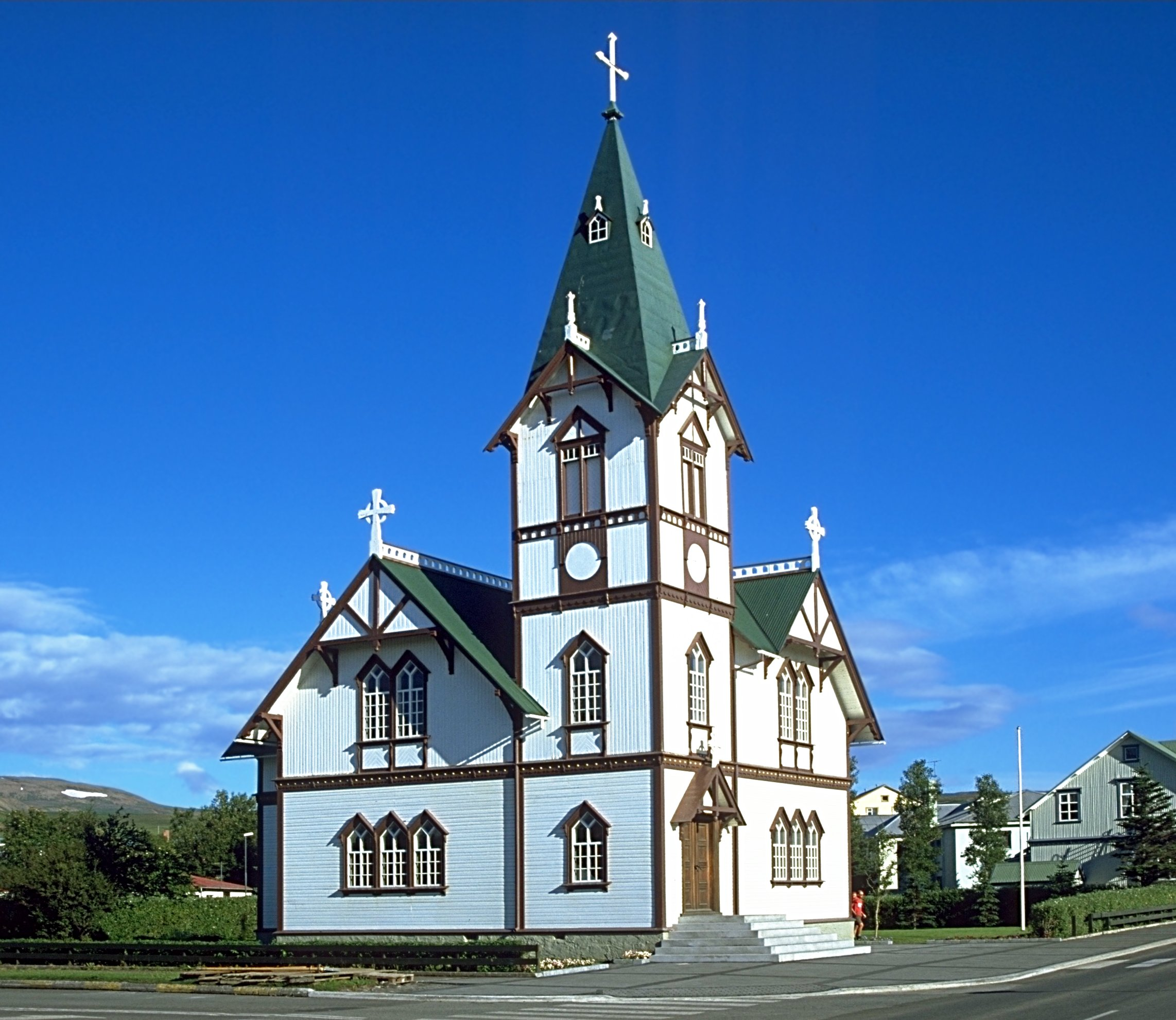
Nhà thờ tại thành phố Husavík
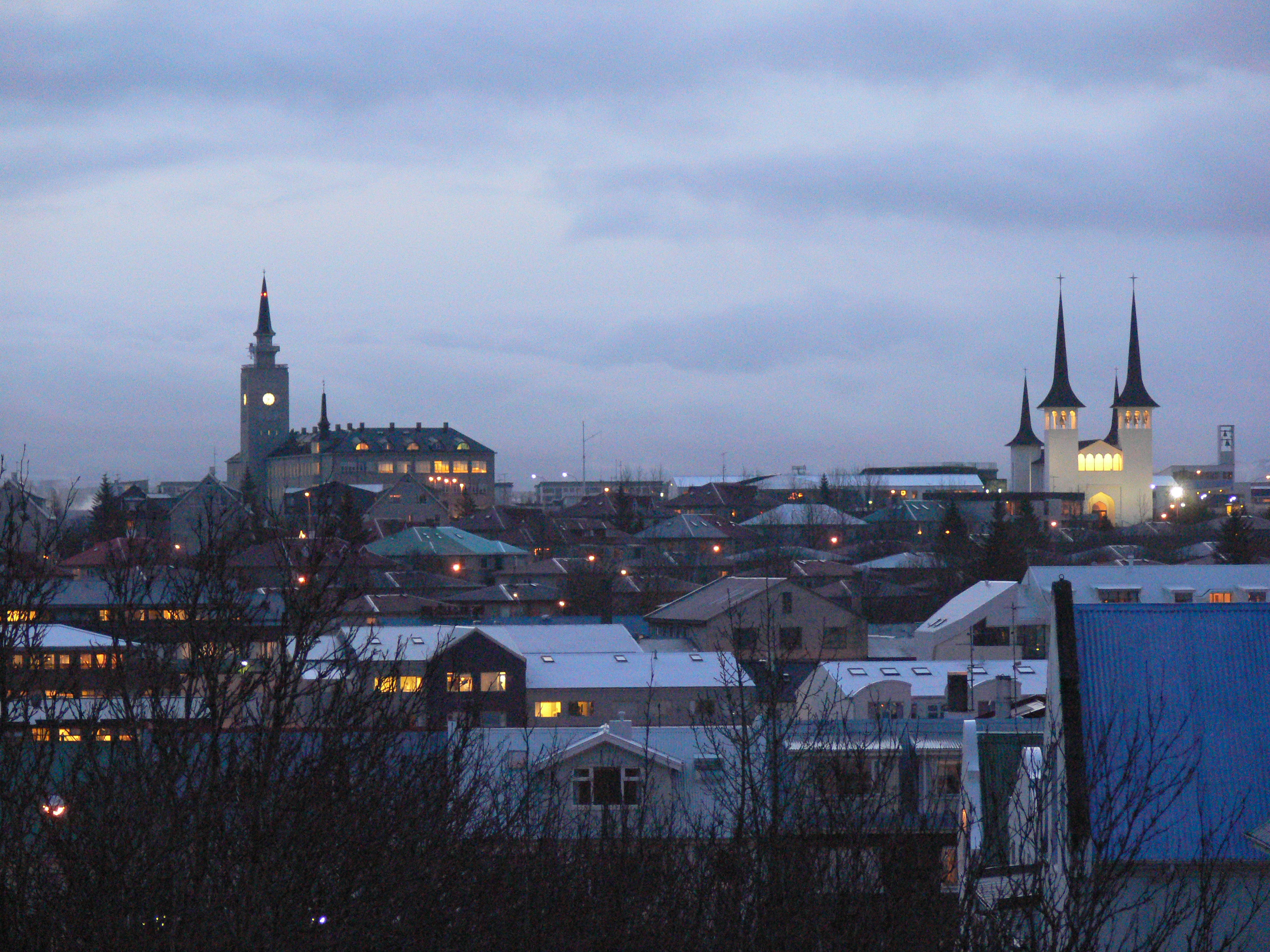
Thành phố Reykjavík về đêm

## Xếp hạng quốc tế
- Xếp thứ 24/190 quốc gia theo dữ liệu năm 2010 của Ngân hàng Thế giới[31] và thứ 21/183 quốc gia về GDP bình quân đầu người theo thống kê năm 2011 của Quỹ Tiền tệ Quốc tế.[32]
- Xếp thứ 14/187 quốc gia về chỉ số phát triển con người.[33]
- Xếp thứ 27/179 nước và vùng lãnh thổ về tự do kinh tế năm 2012 theo Heritage[34]
- Xếp thứ 1/163 nước về Chỉ số Nhận thức Tham nhũng vào năm 2006 của Tổ chức Minh bạch Quốc tế (Xem Danh sách các nước theo xếp hạng tham nhũng năm 2006)